# Rue de Rivoli
Pour les articles homonymes, voir Rivoli (homonymie).
La rue de Rivoli est une voie parisienne longue de près de 3 km, partie constitutive d'une des grandes trouées hausmanniennes. Achevée en 1855, elle couvre une partie de l'axe historique qui, à travers le centre de Paris, court du château de Vincennes à La Défense.
Depuis 2020, elle est l'une des principales artères cyclables de Paris.

## Situation et accès
Elle court, sur 3 km, de l'angle avec la rue de Sévigné, à l'est, à la place de la Concorde, à l'ouest.
Son carrefour avec le boulevard de Sébastopol marque la limite entre les deux arrondissements sur lesquels elle est située :
- le 1er, à l'ouest (du no 41 et la fin, côté impair, et du no 98 à la fin, côté pair) ;
- le 4e, à l'est (du début au no 39, côté impair, et du début au no 96, côté pair)[1].

Plusieurs stations de métro permettent d'y accèder. D'est en ouest :
Saint-Paul,
Hôtel de Ville,
Châtelet,
Louvre - Rivoli,
Palais Royal,
Tuileries,
et Concorde.

Partie occidentale
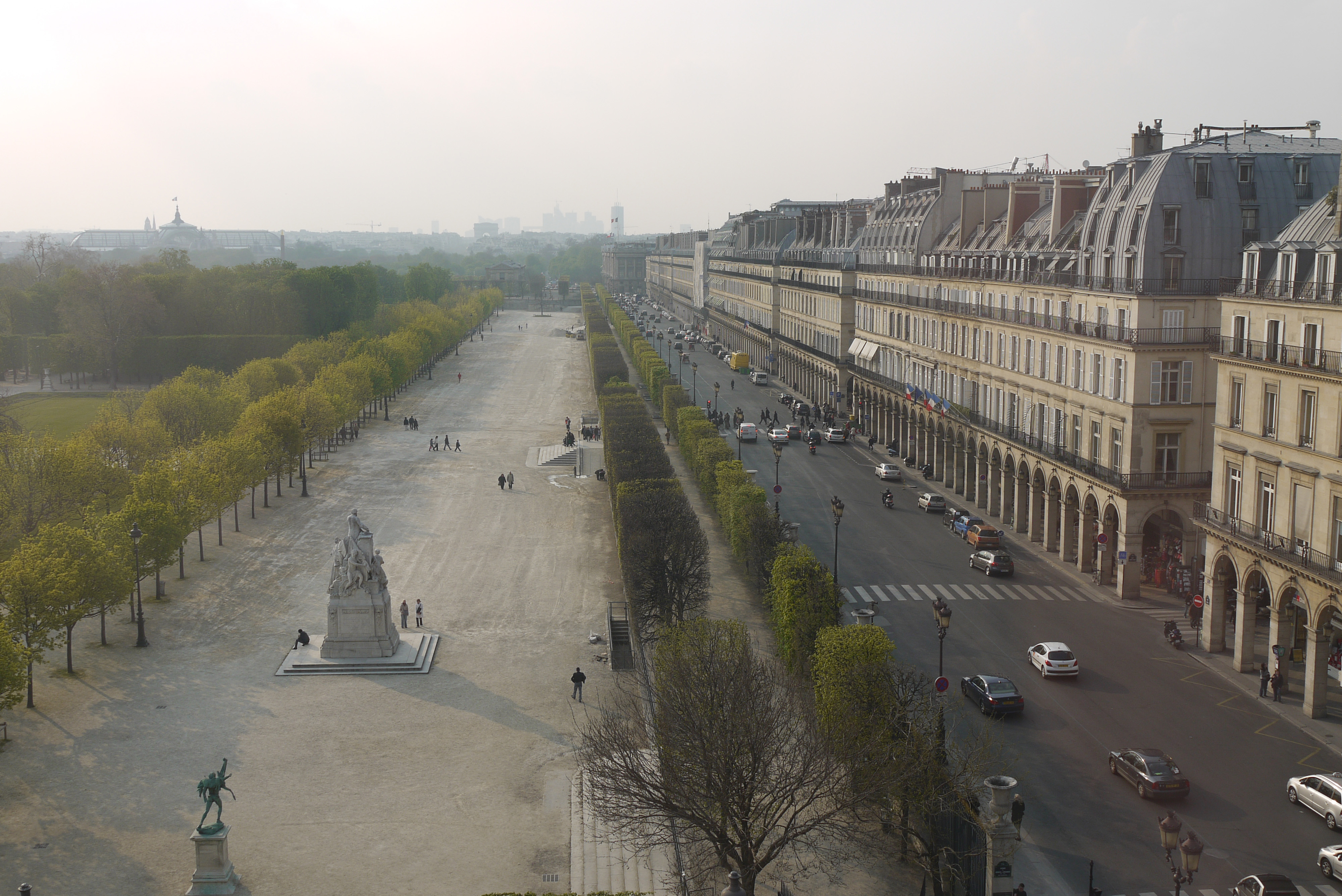
La rue de Rivoli et le jardin des Tuileries.
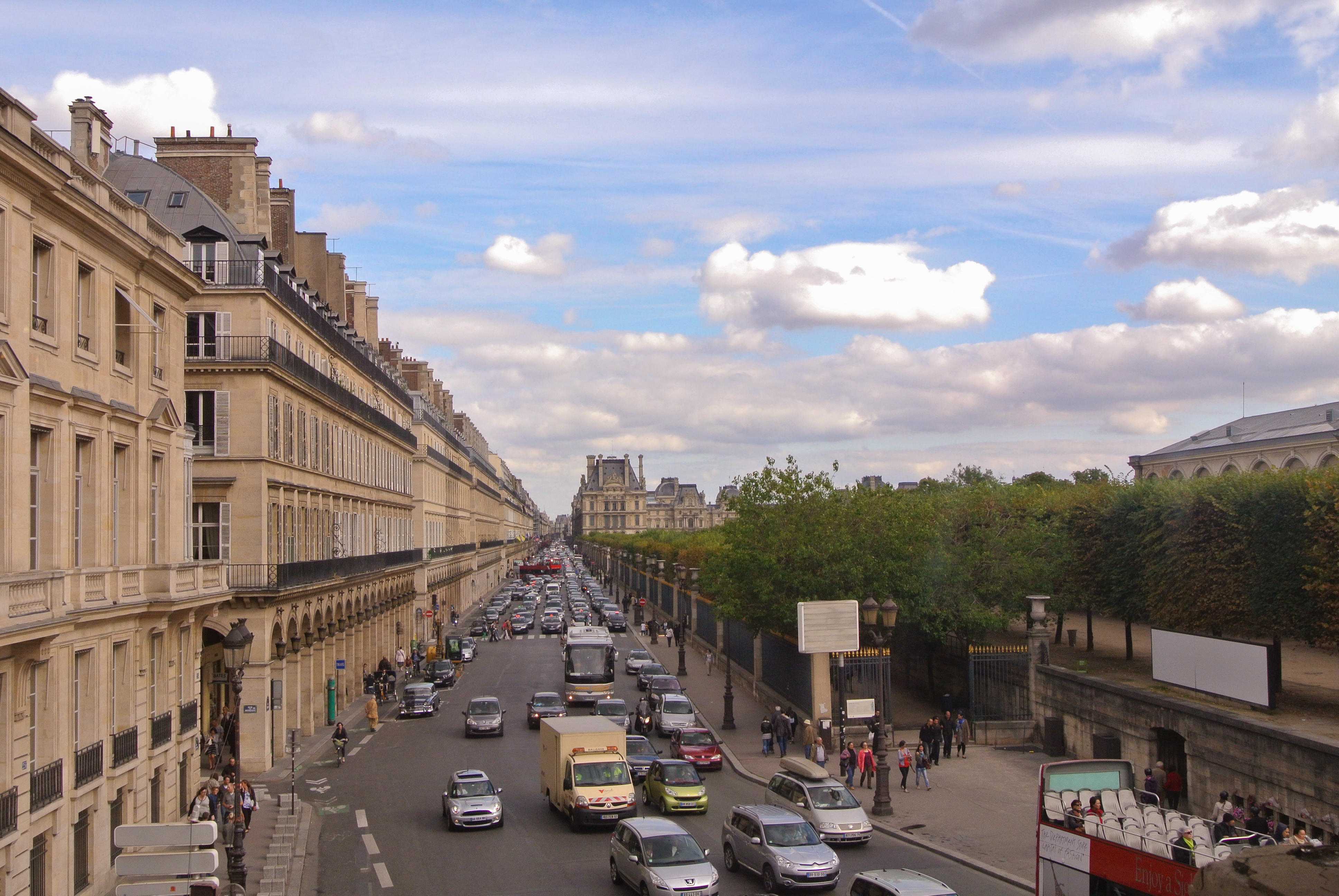
La rue de Rivoli et le jardin des Tuileries vus de l'hôtel de la Marine.

Partie centrale
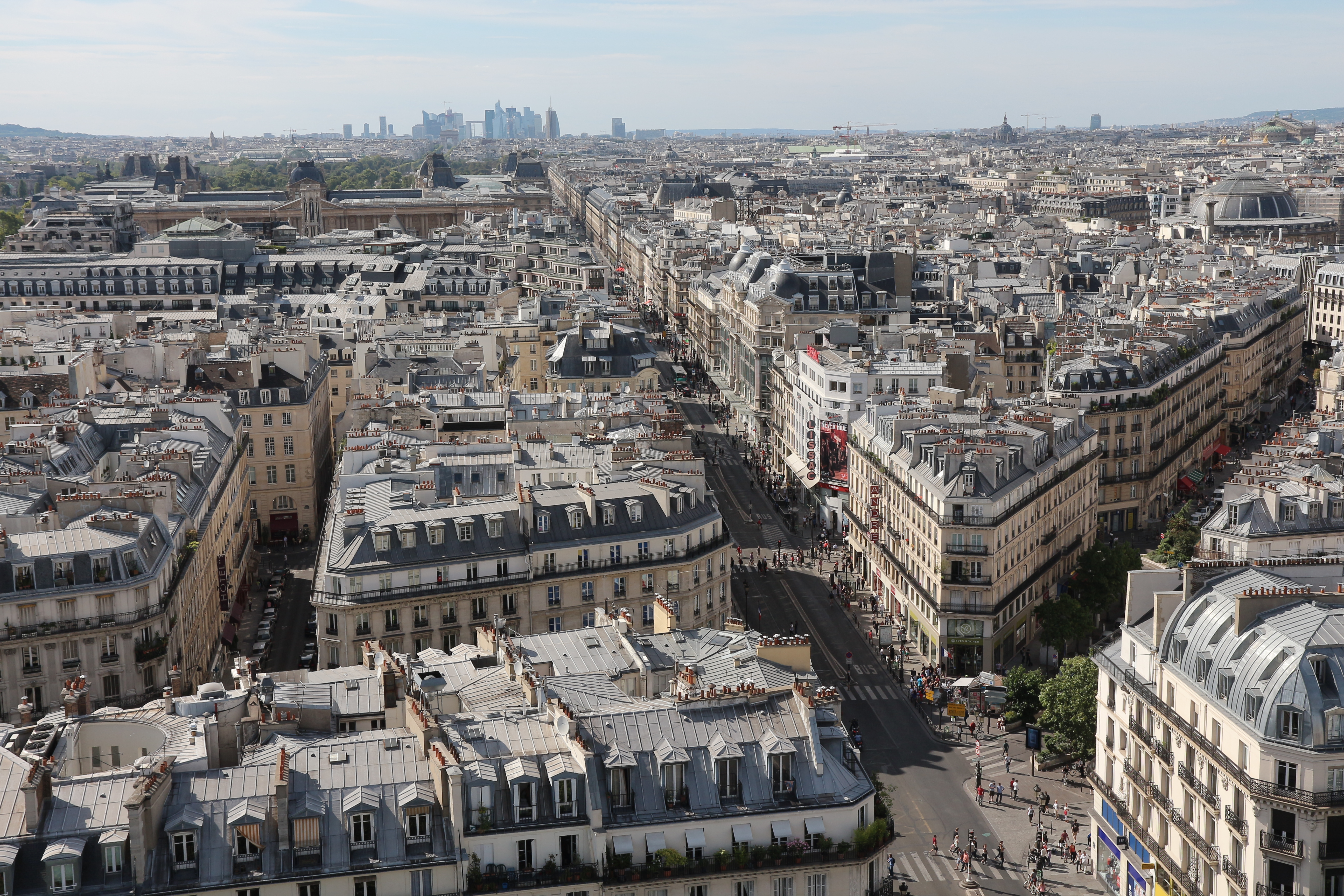
Rue de Rivoli côté ouest depuis la tour Saint-Jacques.
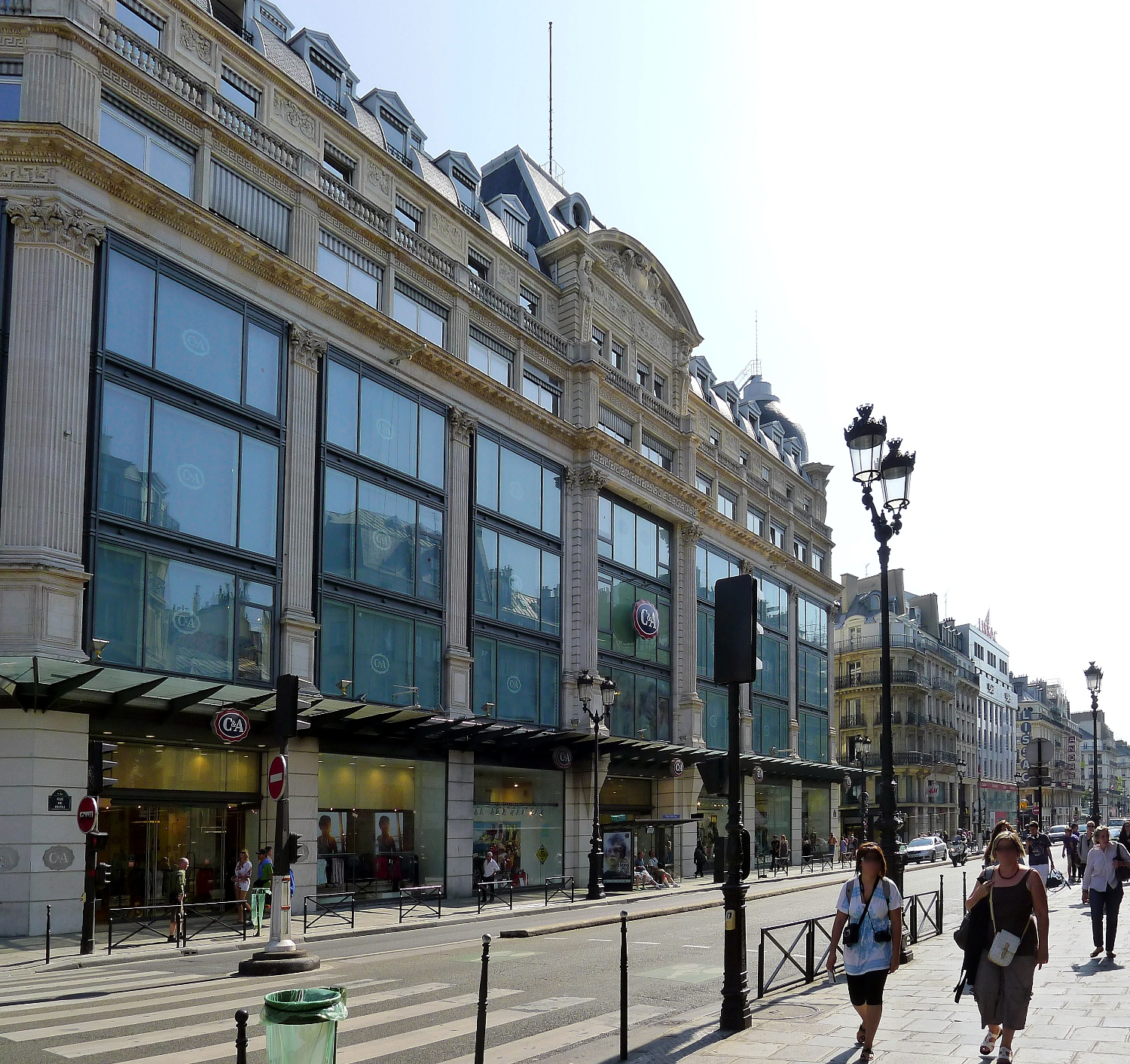
Les commerces de la rue de Rivoli.
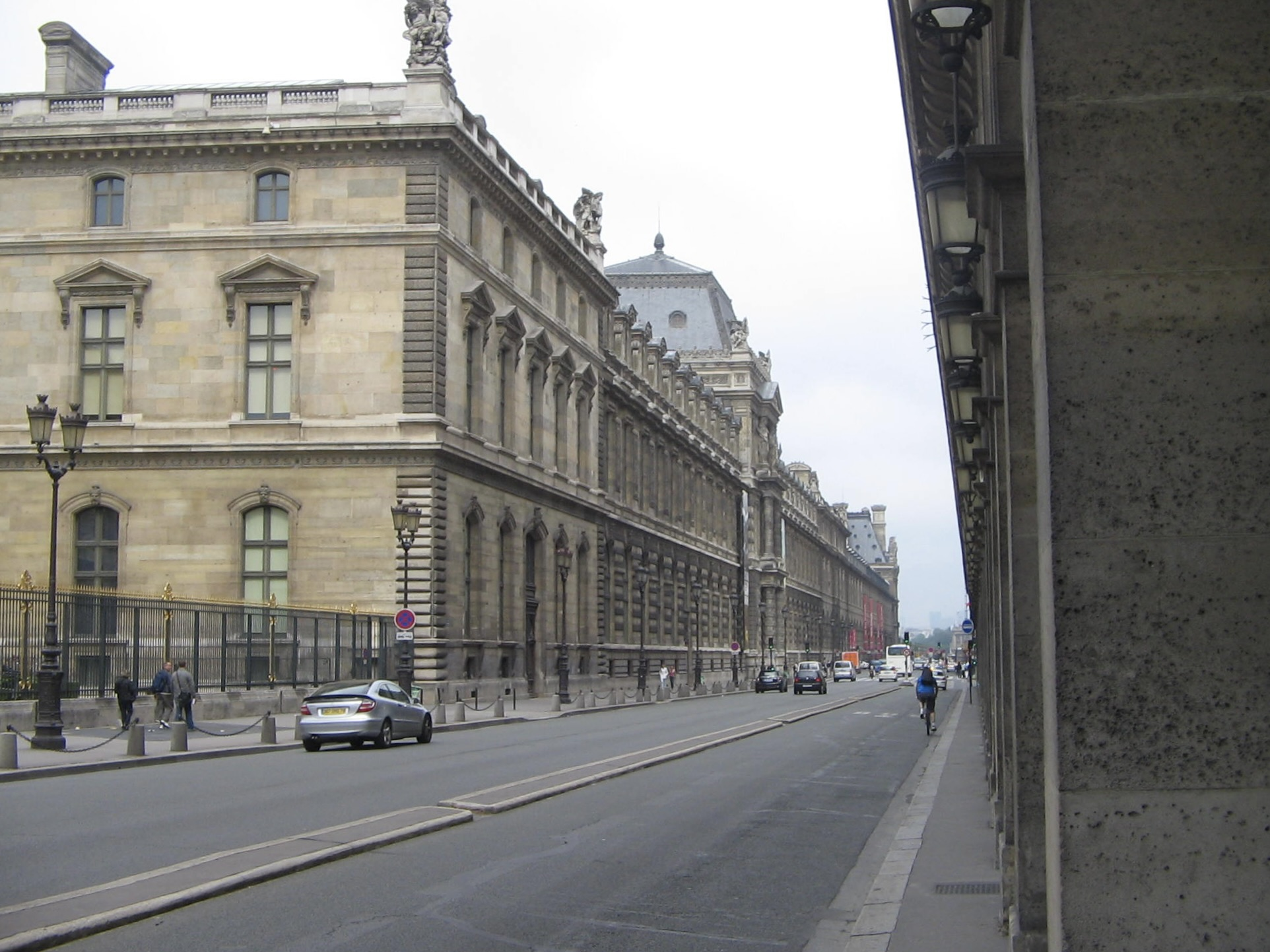
Le palais du Louvre, vu d’entre deux arcades de la rue de Rivoli. Celles-ci, à droite sur la photographie, sont du côté des numéros pairs.

Partie orientale
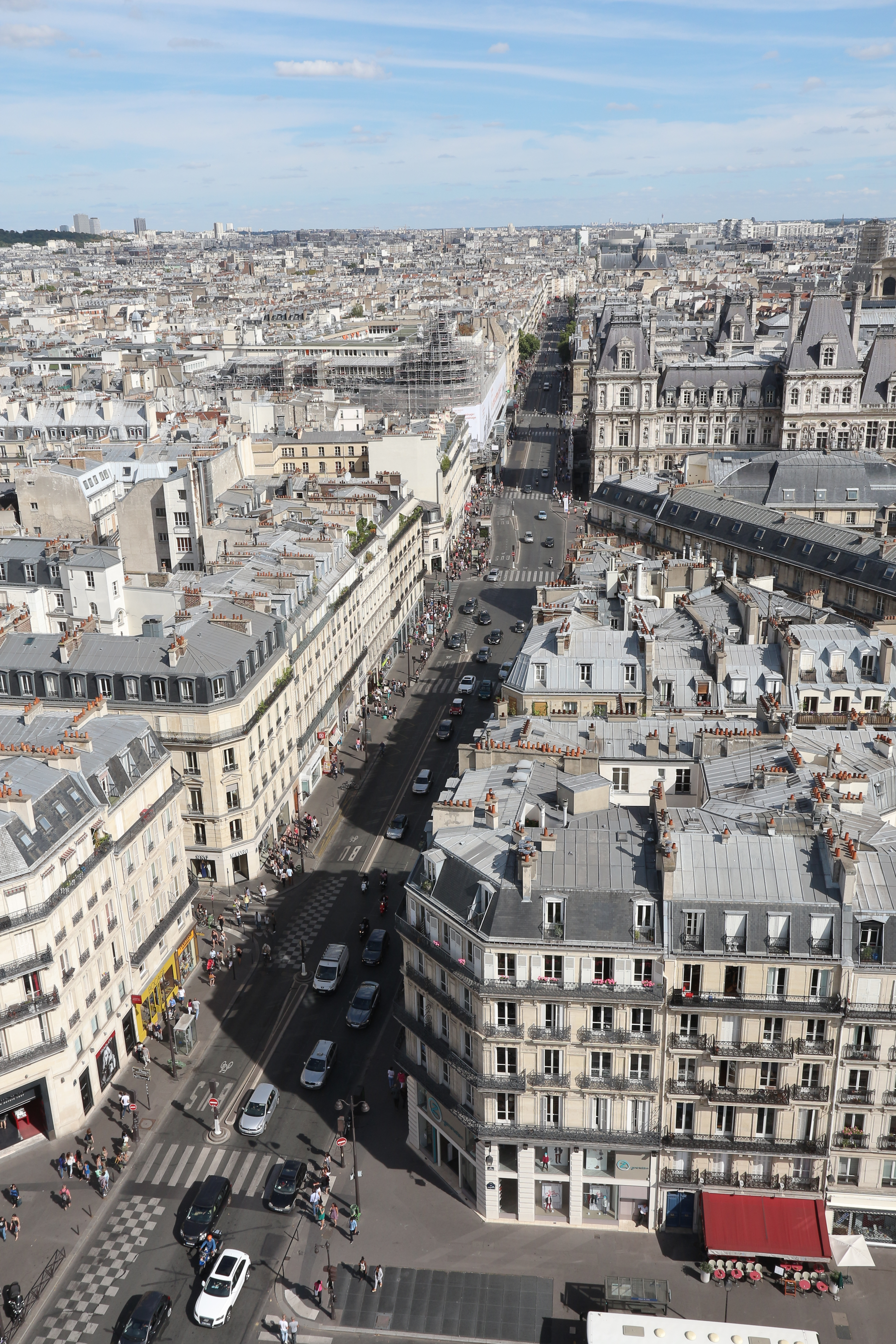
Rue de Rivoli côté est depuis la tour Saint-Jacques.
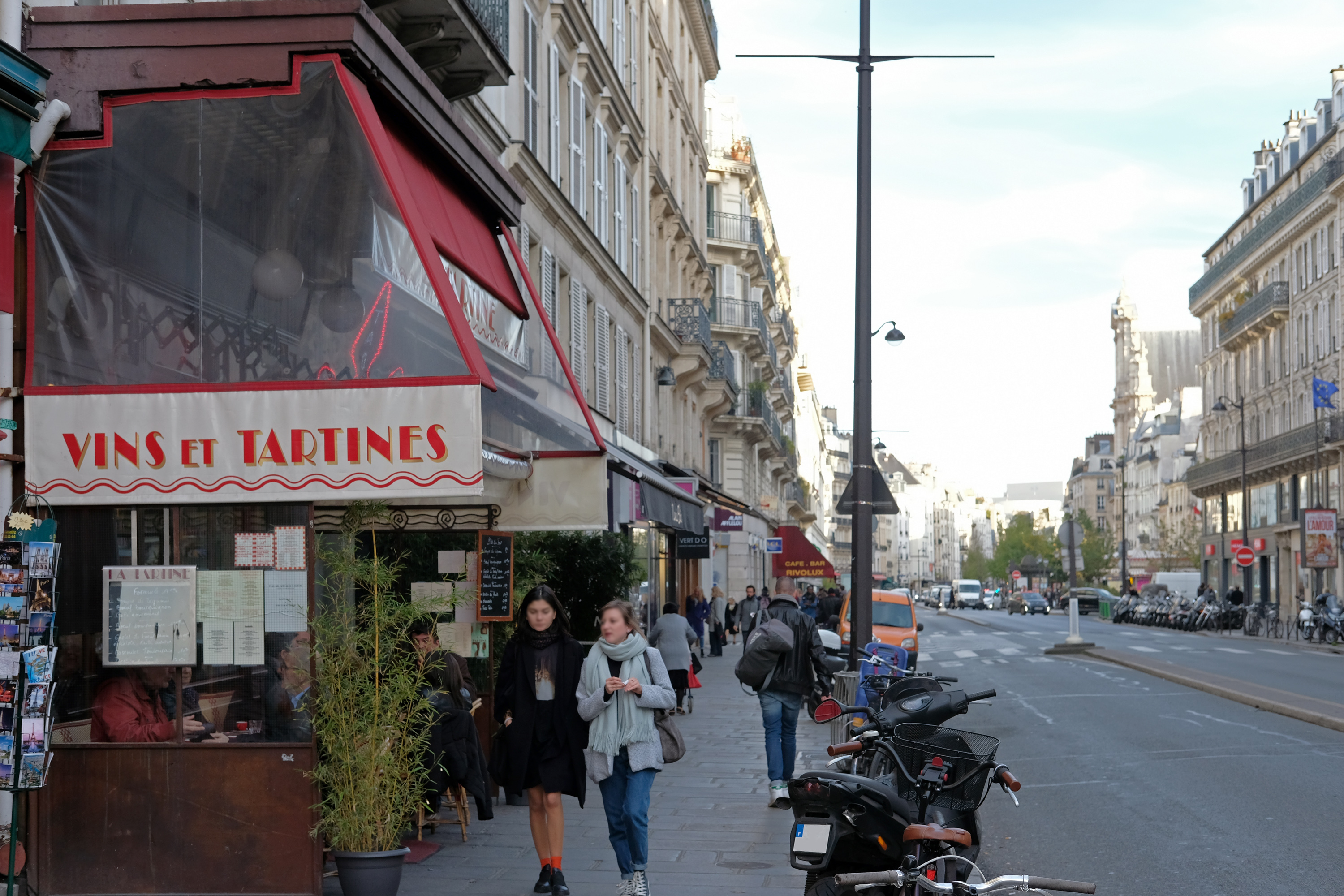
Le Marais ; la rue de Rivoli et la place des Combattantes-et-Combattants-du-Sida en arrière-plan.
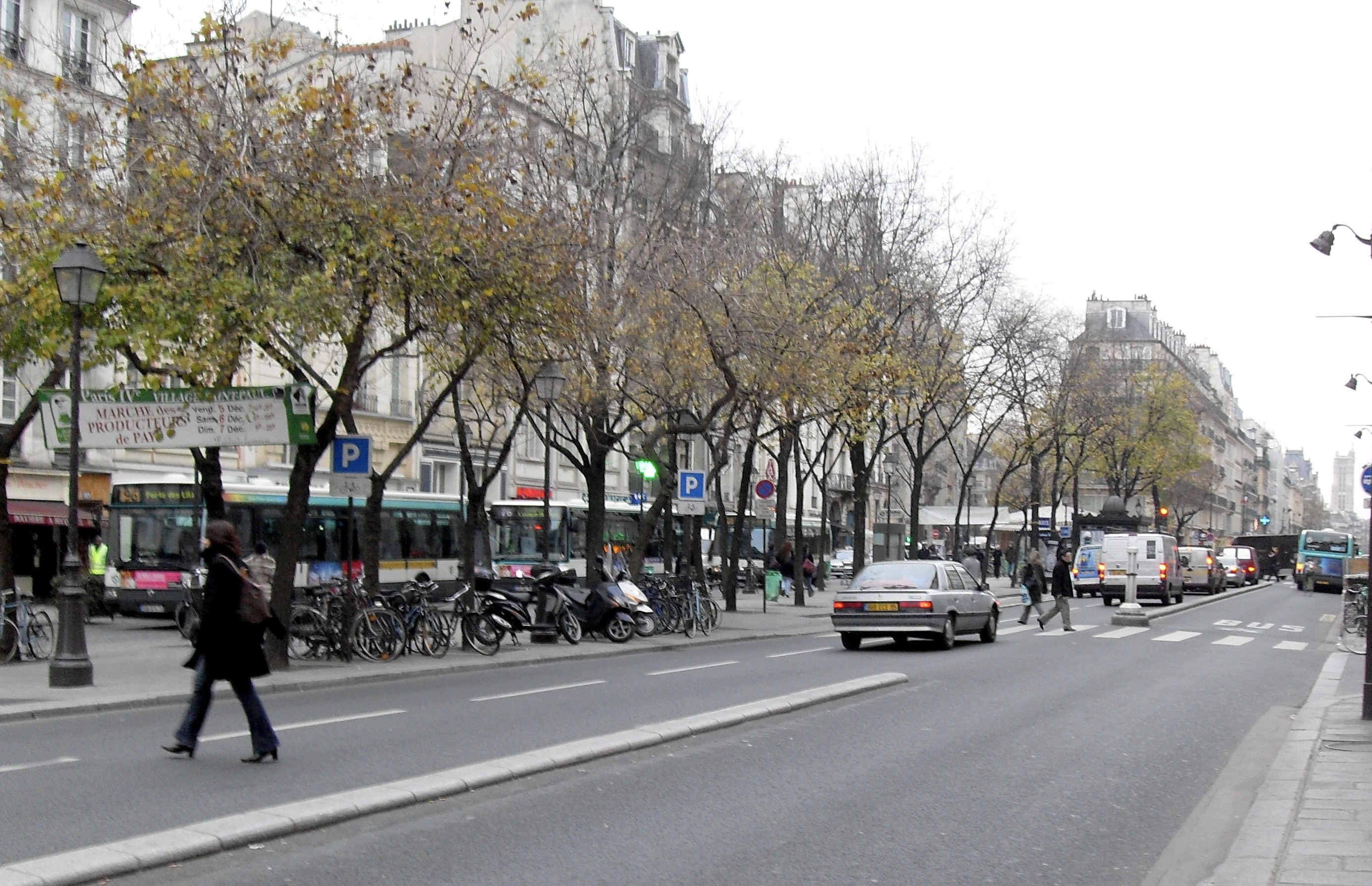
Le début de la rue de Rivoli depuis l’angle de la rue de Sévigné.

### Voies rencontrées
La rue de Rivoli rencontre les voies suivantes, dans l'ordre des numéros croissants (« g » indique que la rue se situe à gauche, « d » à droite) :
1. rue Malher (d)
2. rue Saint-Antoine (g)
3. rue Pavée (d)
4. rue Pierre-Seel (d)
5. passage Walter-Benjamin (d)
6. rue Cloche-Perce
7. rue Vieille-du-Temple (d)
8. rue du Pont-Louis-Philippe (g)
9. place Baudoyer (g)
10. rue du Bourg-Tibourg (d)
11. rue des Mauvais-Garçons (d)
12. rue des Archives (d)
13. rue de Lobau (g)
14. rue du Temple (d)
15. place de l’Hôtel-de-Ville (g)
16. rue du Renard(d)
17. rue de la Coutellerie (g)
18. rue Saint-Bon (d)
19. rue de la Tâcherie
20. rue Saint-Martin
21. rue Nicolas-Flamel (d)
22. square de la Tour-Saint-Jacques
23. boulevard de Sébastopol
24. rue Saint-Denis
25. rue des Halles (d)
26. rue Sainte-Opportune
27. rue des Déchargeurs (d)
28. rue Bertin-Poirée
29. rue du Pont-Neuf
30. rue du Roule (d)
31. rue de la Monnaie (g)
32. rue de l’Arbre-Sec
33. rue Perrault (g)
34. rue Jean-Tison (d)
35. rue du Louvre (d)
36. rue de l’Amiral-de-Coligny (g)
37. rue de l’Oratoire (d)
38. rue de Marengo (d)
39. place du Palais-Royal (d)
40. rue de Rohan (d)
41. place du Carrousel (g)
42. rue de l’Échelle (d)
43. place des Pyramides
44. rue des Pyramides (d)
45. avenue du Général-Lemonnier (g)
46. rue Saint-Roch (d)
47. rue du 29-Juillet (d)
48. rue d’Alger (d)
49. rue de Castiglione (d)
50. Rue Rouget-de-L'Isle (d)
51. rue Cambon (d)
52. rue de Mondovi (d)
53. rue Saint-Florentin (d)
54. place de la Concorde

## Origine du nom
| \| Rivoli en Piémont Bataille de Rivoli \| | Le nom de la rue de Rivoli se réfère, non à la ville piémontaise, mais à celle de Rivoli Veronese, où les armées napoléonniennes remportent, en 1797, une victoire. |
| Rivoli en Piémont Bataille de Rivoli       | |

## Historique
La partie occidentale de la rue a été percée sous le Premier Empire. Son côté nord est, sur une grande partie de sa longueur, bordé d’arcades dessinée par Percier et Fontaine. Les parties centrale et orientale ont été ajoutées lors des transformations de Paris sous le Second Empire, afin de la connecter à la rue Saint-Antoine et de créer ainsi un grand axe est-ouest dans le centre de Paris.

### Année 1789: début du projet
Le premier projet d'axe est-ouest est compris dans le « plan d’utilité et d’embellissement de la Ville de Paris »  établi en 1789 par l'architecte Charles de Wailly. La rue, apparemment assez étroite, figurant dans ce document aurait relié en ligne droite la colonnade du Louvre à la rue Saint-Antoine (à l'emplacement de l'arrivée actuelle de la rue de Rivoli). À cette date, une voie correspondant à l'actuelle rue de Rivoli le long du jardin des Tuileries ne pouvait être envisagée sur les terrains des couvents des Capucins et des Feuillants.
Le plan des artistes établi en 1797 reprend cette proposition et ajoute une rue de la place de la Concorde au Louvre dont la réalisation était devenue
possible, au moins de la place de la Concorde jusqu'au passage Delorme par la disponibilité des domaines de ces couvents devenus biens nationaux. Cette partie du plan des artistes correspond à la partie ouverte au début des années 1800. Son prolongement de la rue de Rohan à la rue Saint-Antoine qui nécessitait des expropriations n'est réalisée que de 1849 à 1855, non sur le parcours au départ de la  colonnade du Louvre envisagé primitivement mais dans le prolongement en ligne droite du tronçon réalisé.

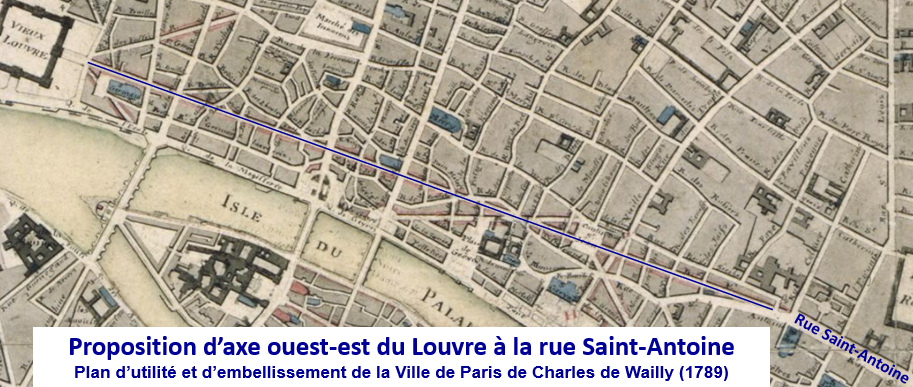
Projet de Charles de Wailly d'axe ouest-est 1789
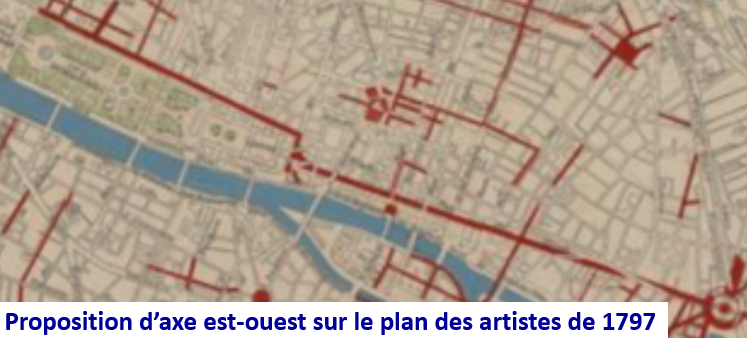
Axe est-ouest sur le plan des artistes

### Années 1800: percement du premier tronçon de la rue
Le  17 vendémiaire an X (9 octobre 1801), un arrêté prévoit que « sera percée une rue dans toute la longueur du passage du Manège jusqu'à celle de Saint-Florentin ».
Un deuxième arrêté en date du 1er floréal an X (21 avril 1802) indique :
« Les consuls de la République arrêtent :
*Article 1 : les terrains appartenant à la République, situés dans le cul-de-sac du Manège, longeant la terrasse des Feuillants, ainsi que l'ensemble des terrains occupés par les Feuillants, les Capucins et l'Assomption seront mis en vente.
*Article 2 : le plan annexé au présent arrêté sera suivi et exécuté dans toutes ses parties et servira de base pour dresser le cahier des charges.
*Article 3 : le manège sera établi à Saint-Cloud dans le courant de l'été.
*Article 4 : l'aile du Nord du palais des Tuileries sera disposée pour le service des caisses d’État et des différentes sections, conformément au plan annexé au présent arrêté.
*Article 5 : la façade de la place du Carrousel, depuis l'hôtel de Crussol jusqu'à la rue des Orties-du-Louvre, sera exécutée conformément au plan annexé.
*Article 6 :  il sera fait dans le courant de l'été, à l'école militaire, les augmentations nécessaires pour loger deux bataillons complets, indépendamment de la cavalerie.
*Article 7 : tous les fonds provenant des ventes ordonnées par le présent arrêté, seront versés dans la caisse du trésorier du gouvernement, à la charge de pourvoir à toutes les dépenses que nécessiteront ces travaux.
*Article 8 : le ministre des Finances et le gouverneur du Palais sont chargés de l'exécution du présent arrêté.
Le premier Consul,
Signé: BONAPARTE. »
Le 2 frimaire an XI (23 novembre 1802), les architectes Percier et Fontaine dressent les plans de la rue dont la largeur est fixée à 20,85 m.
Des conditions drastiques sont insérées dans chaque contrat d'aliénation. Elles prévoient « de bâtir les façades en pierre d'après les plans et dessins des architectes du palais, approuvés par le gouvernement ; de daller en pierre dure le sol de la galerie ; de paver la rue dans la largeur vis-à-vis chaque division de terrain, conformément aux règlements établis à ce sujet ».
D'autres conditions montrent la volonté de faire de la rue un espace exempt des incommodités : « Les maisons ou boutiques qui seront construites sur ce lot ne pourront être occupées par des artisans et ouvriers travaillant du marteau ; elles ne pourront non plus être occupées par des bouchers, charcutiers, pâtissiers, boulangers, ni autres artisans dont l'état nécessite l'usage d'un four ; il ne sera mis aucune peinture, écriteau ou enseigne indicative de la profession de celui qui occupera sur les façades ou portiques des arcades qui décoreront le devant des maisons sur la dite rue projetée. »
Le 30 pluviôse an XII (20 février 1804), le premier consul Napoléon Bonaparte proclame un nouveau décret.
Le percement de cette première partie de la rue de Rivoli fait disparaitre, partiellement ou totalement : 
- le jardin du couvent Notre-Dame-de-l'Assomption ;
- le jardin du couvent des Capucins Saint-Honoré ;
- le jardin du couvent des Feuillants ;
- le passage du Manège ;
- l'hôtel des Grandes-Écuries du Roi ;
- une partie de la rue du Dauphin (actuelle rue Saint-Roch) ;
- la rue Saint-Louis ;
- le marché et le passage des Quinze-Vingts ;
- la rue Saint-Nicaise ;
- la rue du Carrousel ;
- une partie de la rue de Rohan.

Le percement de la rue est achevé en 1804 et les 22 premières arcades sont construites en 1807, 17 en bordure du jardin de l'hôtel de Noailles, 5 au bord de l'hôtel de Breteuil mais ces arcades restent vides et en 1809 seules 3 maisons sont en construction sur la rue de Rivoli et la rue de Mondovi.

Une exemption d'impôt d'une durée de 20 ans est décidée le 28 décembre 1811 pour attirer les investisseurs mais la rue reste presque déserte sous la Restauration et ne se construit que vers 1830.
La construction d'un hôtel des postes est décidée en 1811 à l'emplacement des actuels numéros 234 à 234. Ce bâtiment édifié par l'architecte Destailleur est achevé en 1824 et affecté au ministère des Finances. L'immeuble détruit par un incendie en 1871 sous la Commune est reconstruit sous une apparence identique et change d'affectation. La rue Rouget-de-L'Isle est ouverte à cet emplacement.

#### Emplacements des bâtiments disparus
- nos 190 à 194 (20 arcades) : grande écurie vendue en 1806.
- nos 194 bis à 200  (9 arcades) : hôtel de Breteuil vendu en 1835.
- nos 202 à 206 (11 arcades) : hôtel de Boulogne.
- nos 212 à 218 (17 arcades) : hôtel de Noailles vendu en 1830.
- nos 220 à 232 (44 arcades) : couvent des Feuillants.
- nos 234 à 246 : couvent des Capucins. Emplacement du ministère des Finances de 1824 à 1871.
- nos 248 à 252 (17 arcades) : couvent de l'Assomption [5].
- nos 254-256 : fontaine édifiée par Jean-François Chalgrin[6].

En 1817, la rue de Rivoli était située dans l'ancien 1er arrondissement, quartier des Tuileries et commençait aux 1-2, rue Saint-Nicaise et place du Carrousel et finissait 2, rue Saint-Florentin et place Louis XV. Les numéros de la rue étaient noirs. Il n'y avait pas de numéro impair, celui-ci étant situé le long du jardin des Tuileries et le dernier numéro pair était le no 58.

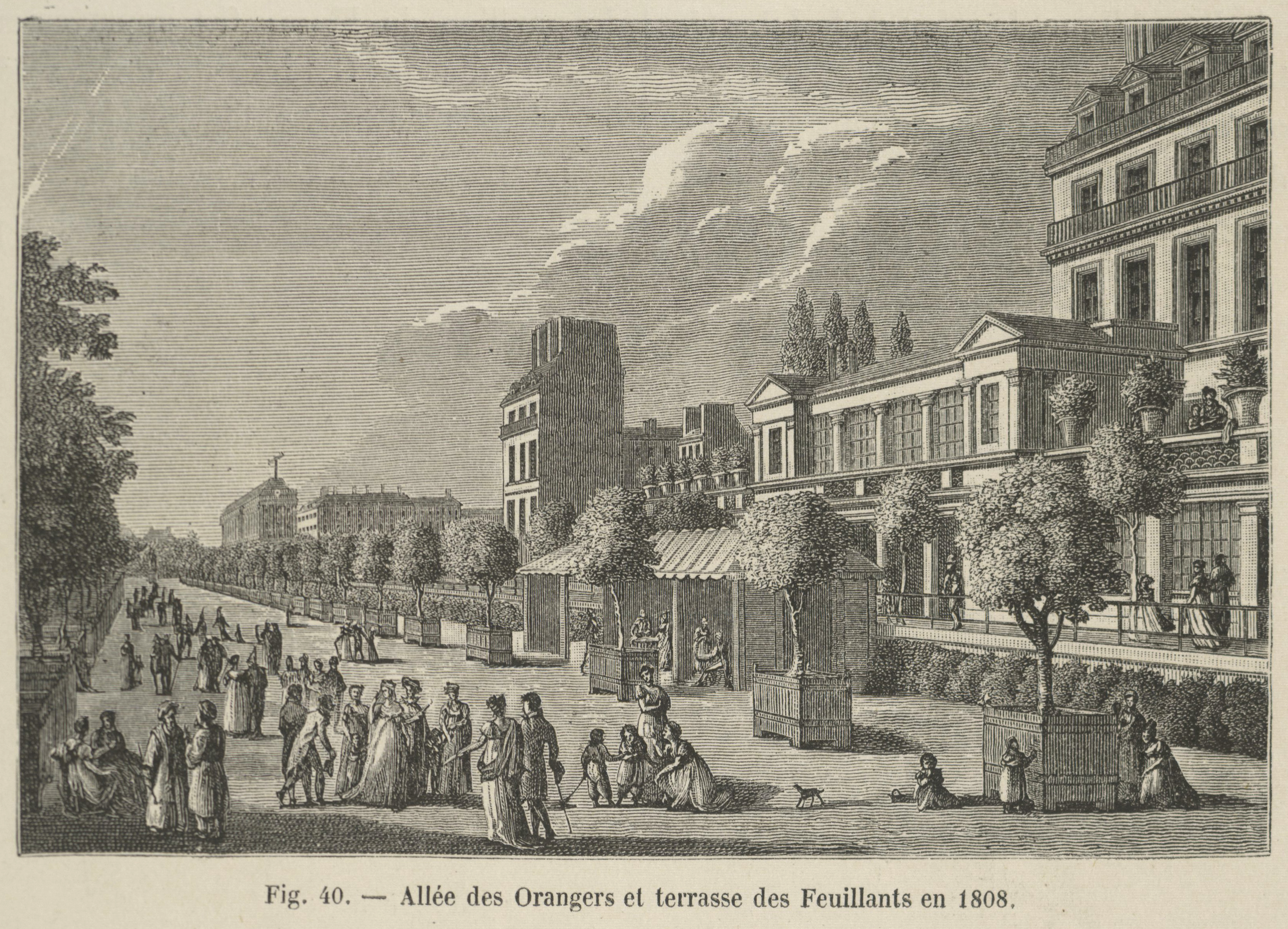
Les bâtiments détruits lors de l'ouverture de la rue donnaient sur le jardin des Tuileries.
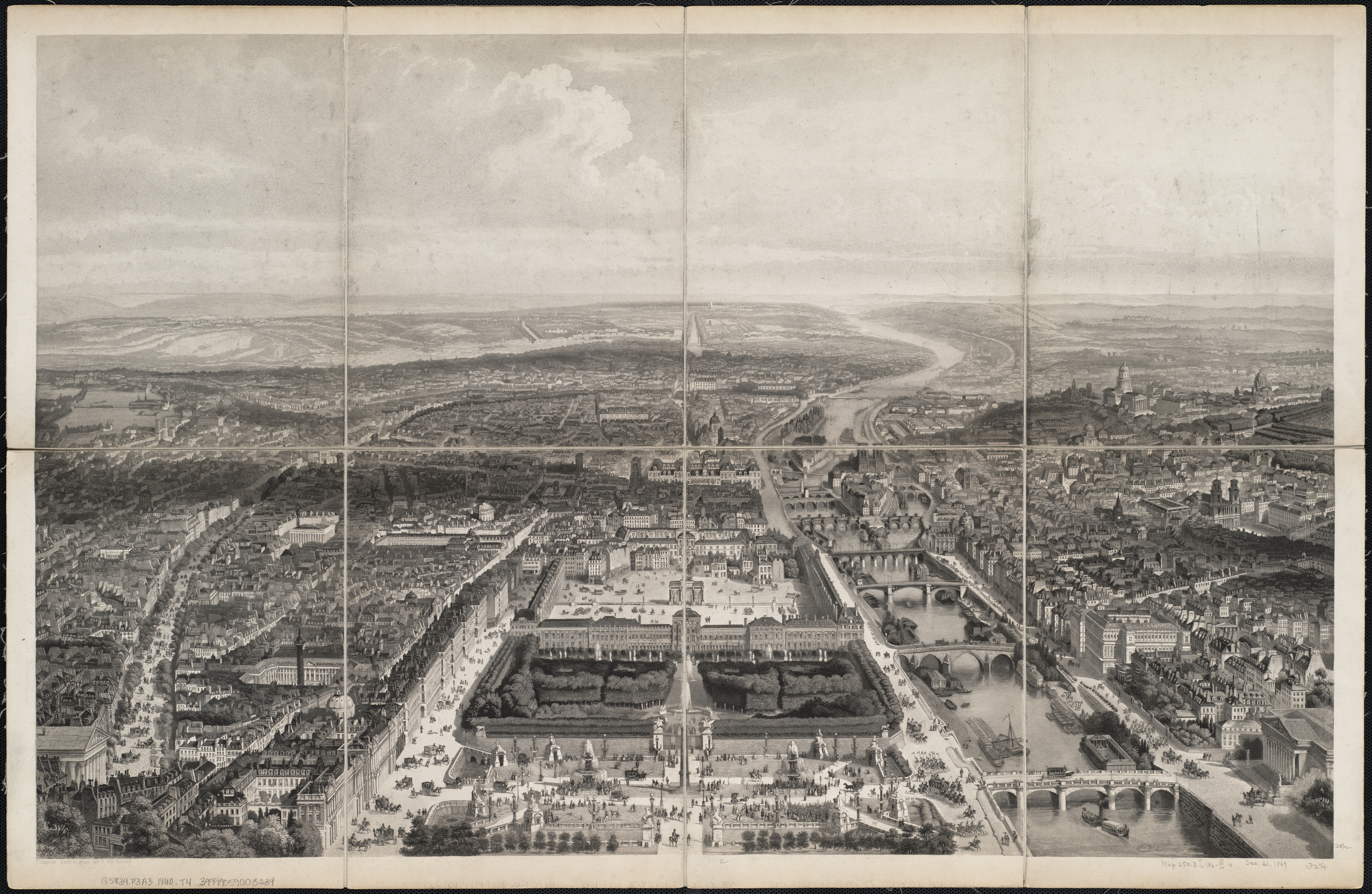
Vue aérienne de la rue de Rivoli avant le prolongement à l'est de la rue de Rohan.
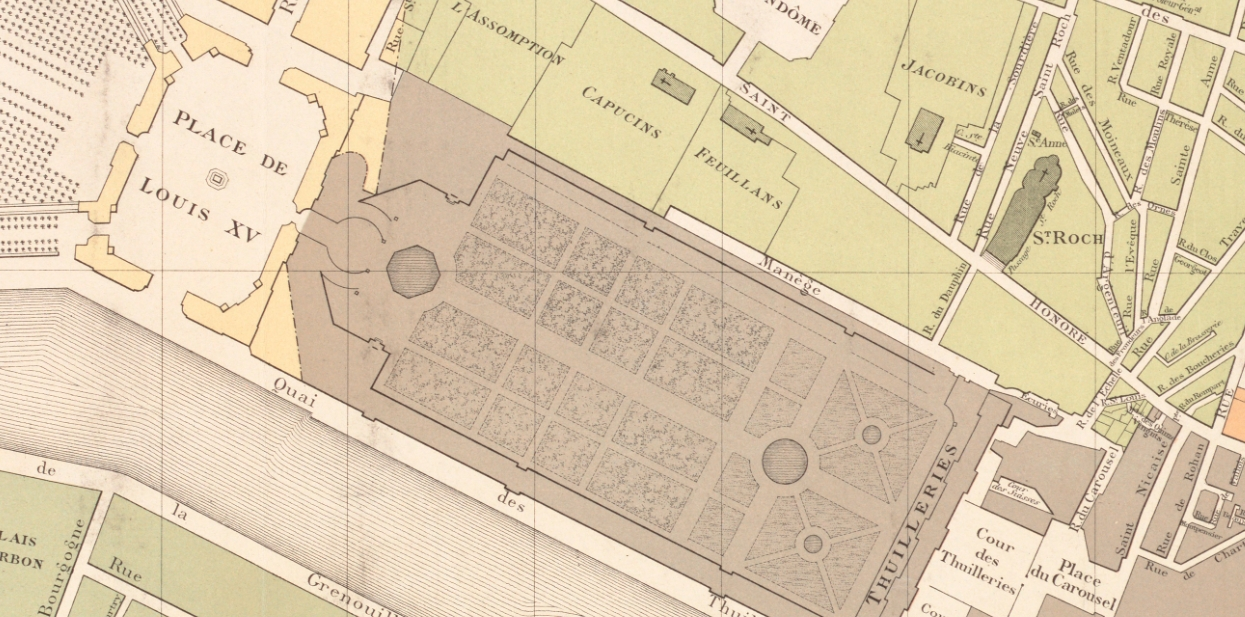
Plan de la zone située entre la place Louis-XV et les rues Saint-Nicaise et de Rohan correspondant aux limites de la première partie de la future rue de Rivoli (1817-1840).

### Années 1840-1850: prolongement de la rue
Plusieurs projets de réunion du Louvre et des Tuileries sont présentés au début du XIXe siècle prévoyant le prolongement de la rue de Rivoli entre la rue de Rohan et la place de l'Oratoire. Louis Visconti est chargé en 1848 d’établir un nouveau projet. Il prévoit également la construction d'une grande galerie et le prolongement de la rue. Les abords du Louvre et des Tuileries sont dégagés et la première pierre du nouveau Louvre est posée le 25 juillet 1852. Le 23 décembre 1852, le prolongement des arcades entre la galerie Delorme et la rue du Louvre est déclaré d'utilité publique,. Les Grands Magasins du Louvre et le premier hôtel du Louvre sont alors construits.
En 1844, la rue de Rivoli, qui était toujours située dans l'ancien 1er arrondissement, quartier des Tuileries, était longue de 950 m et commençait rue de Rohan et finissait 2, rue Saint-Florentin et place de la Concorde.
Le 3 mai 1848, le projet de prolongement de la rue de Rivoli entre la place de l'Oratoire et la rue Saint-Antoine est déclaré d'utilité publique.
Les expropriations nécessaires sont autorisées par une loi du 4 août 1851 et des décrets des 23 mai 1850, 26 mars 1852, 23 octobre 1852, 19 février 1853, 15 novembre 1853 et 29 septembre 1854.
Ce prolongement s'effectue par d'immenses travaux dans les années 1850 qui comprennent l'arasement de la butte Saint-Jacques de la Boucherie pour établir la continuité d'un profil régulier de la nouvelle rue ce qui entraine la destruction et reconstruction du quartier entre la place du Châtelet et la place de l'Hôtel-de-Ville avec l'ouverture de nouvelles voies notamment l'avenue Victoria et la création du square de la tour Saint-Jacques. Cet arasement explique le surplomb de la tour Saint-Jacques avec des marches du square à la plateforme du niveau d'entrée et les escaliers de la rue Cloche-Perce de part et d'autre de la rue de Rivoli pour accéder aux rues parallèles restées à leur niveau d'origine, rue du Roi-de-Sicile au nord, rue François-Miron (anciennement tronçon de la rue Saint-Antoine) au sud, les marches sur un trottoir de la rue des Mauvais-Garçons, les marches de la rue Saint-Bon et la pente à l'entrée de la rue des Archives vers la rue de la Verrerie également non nivelée.

### Années 1860 à 2020: un axe routier majeur

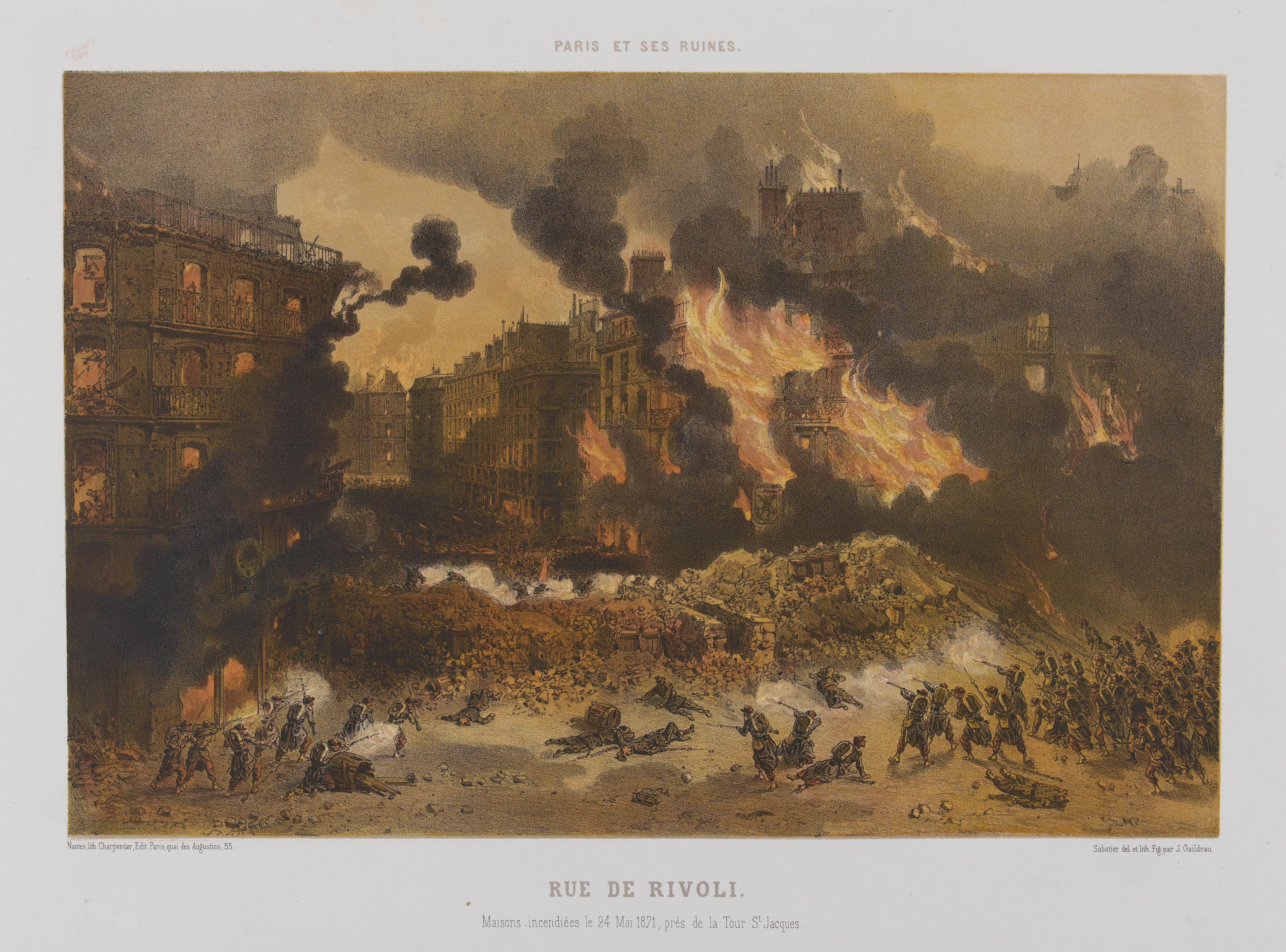
Soldats de l'Armée de Versailles attaquant une barricade tenue par les Communards le, lors de la Semaine sanglante.

Lors de la Commune de Paris, la section de la rue comprise entre la rue Saint-Martin et l'Hôtel de Ville est incendiée par les Fédérés pour ralentir l'avancée de l'armée des Versaillais.
L'immeuble du ministère de l'Économie et des Finances, installé depuis 1824 aux numéros 234 à 244, entre la rue de Castiglione et la rue Cambon, est également incendié. De nouveaux bâtiments sont reconstruits sous une apparence identique autour de la rue Rouget-de-L'Isle, ouverte à cette époque. Ces bâtiments sont affectés à des établissements privés (hôtel, commerces) et au logement.
Le ministère des Finances est transféré de l'autre côté de la rue dans l'aile Richelieu du Louvre, édifiée sous le Second Empire, épargné des incendies. Ce bâtiment accueillait auparavant, de 1857 à 1870, les bureaux du ministre des Finances Achille Fould, le secrétariat général et les salons de réception. Le ministère y est resté jusqu'à son transfert en 1989 à Bercy.
Le 31 mai 1905, le président de la République Émile Loubet et le roi d'Espagne Alphonse XIII, alors en visite officielle à Paris, sortent indemnes d'un attentat à la bombe à main visant leur cortège, alors que celui-ci se trouvait à l'angle de la rue de Rohan et de la rue de Rivoli.
Le 12 avril 1918, durant la Première Guerre mondiale, le no 12 rue de Rivoli est touché lors d'un raid effectué par des avions allemands.

Vues historiques
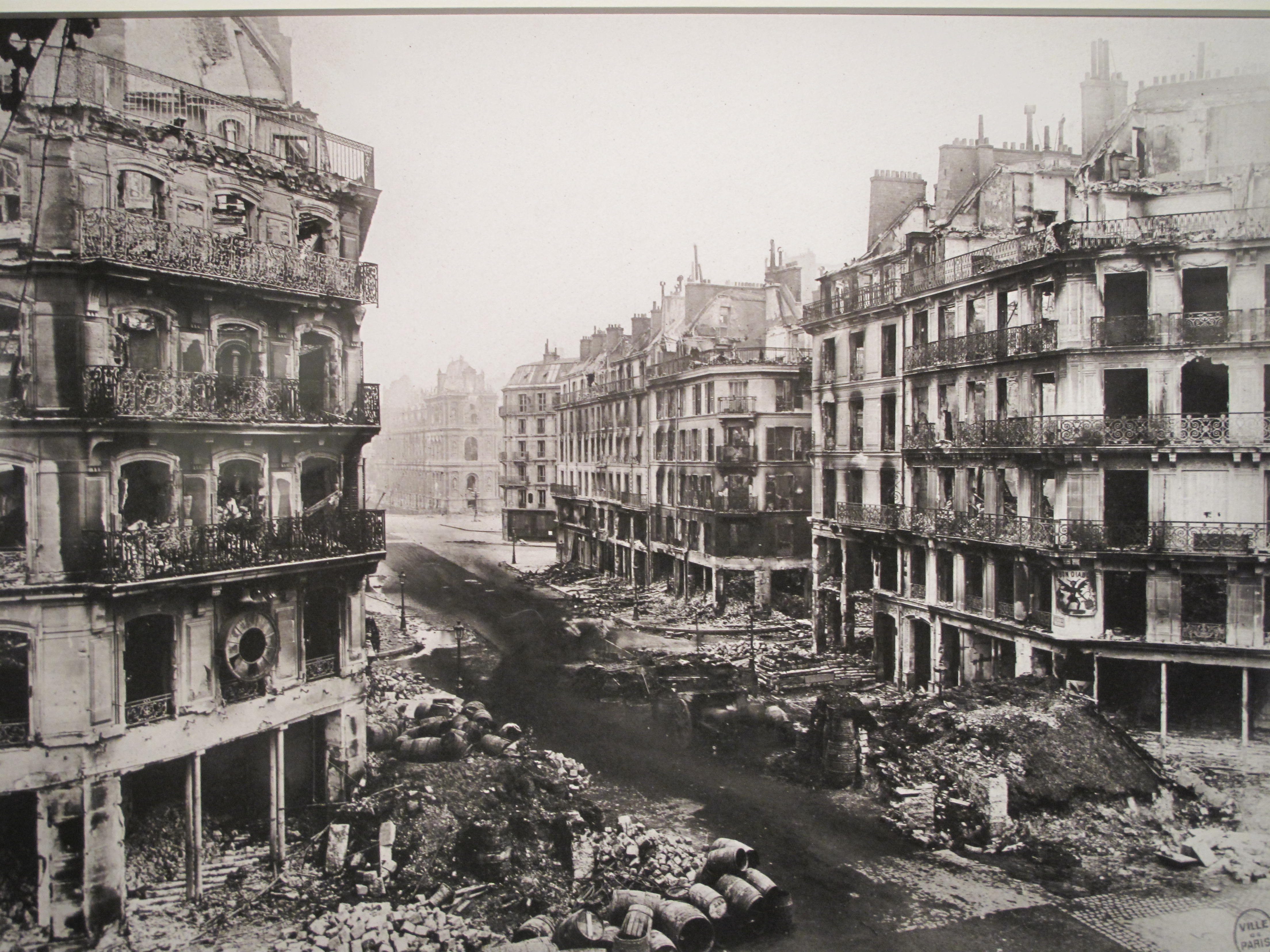
En 1871, lors de la Commune.
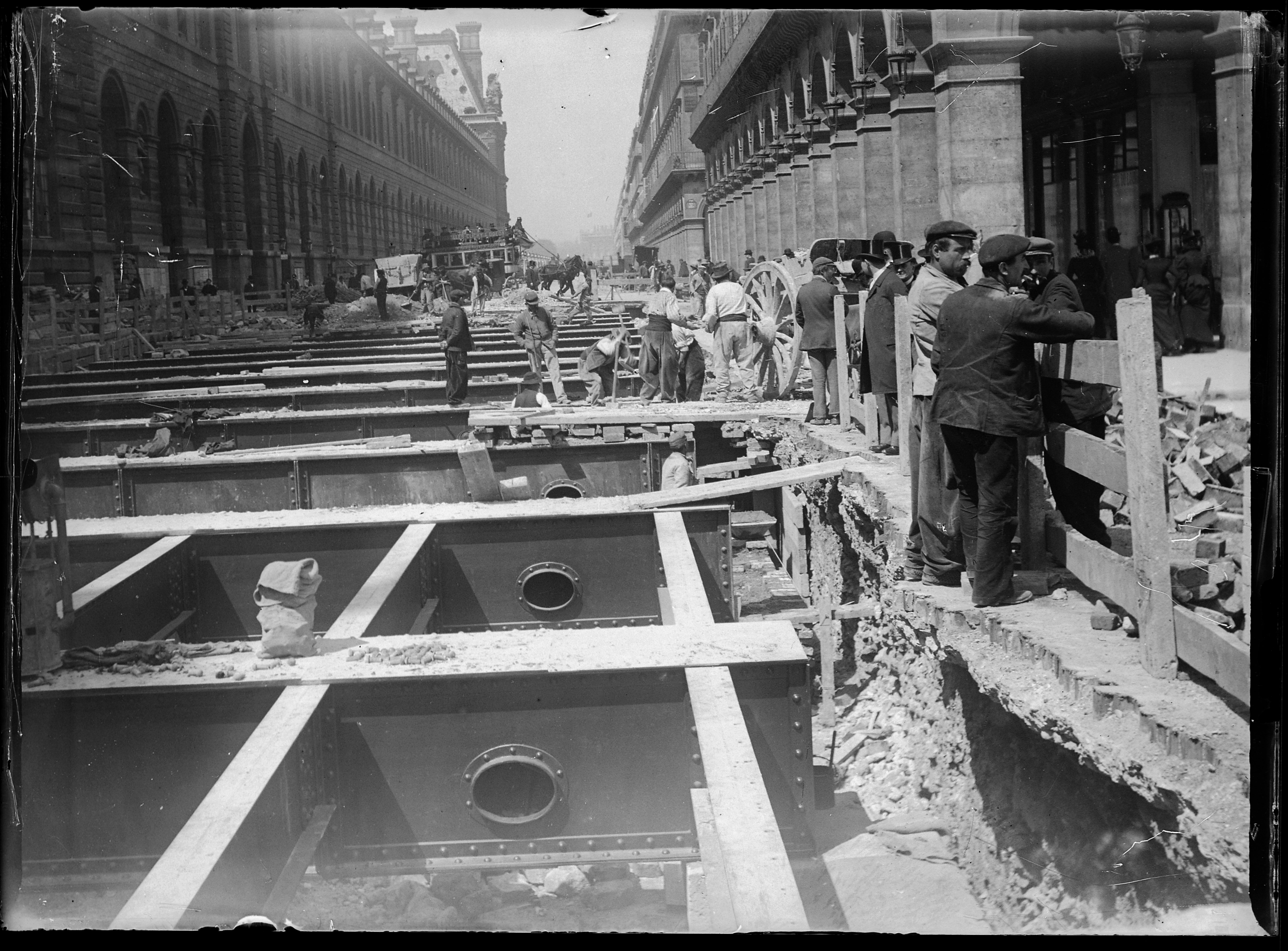
En 1899, lors de la construction du métropolitain (photographie d'Eugène Trutat).
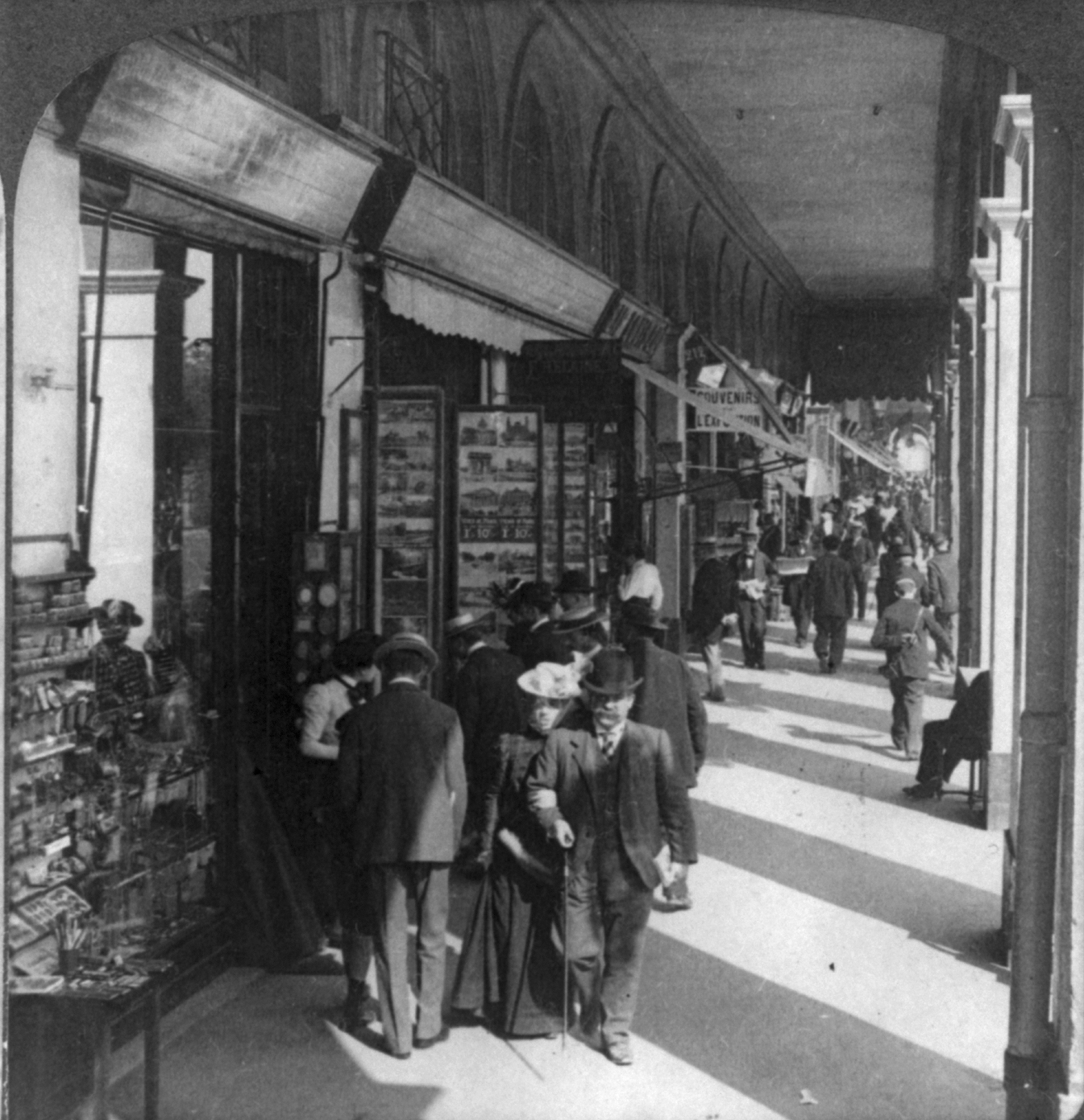
En 1907.
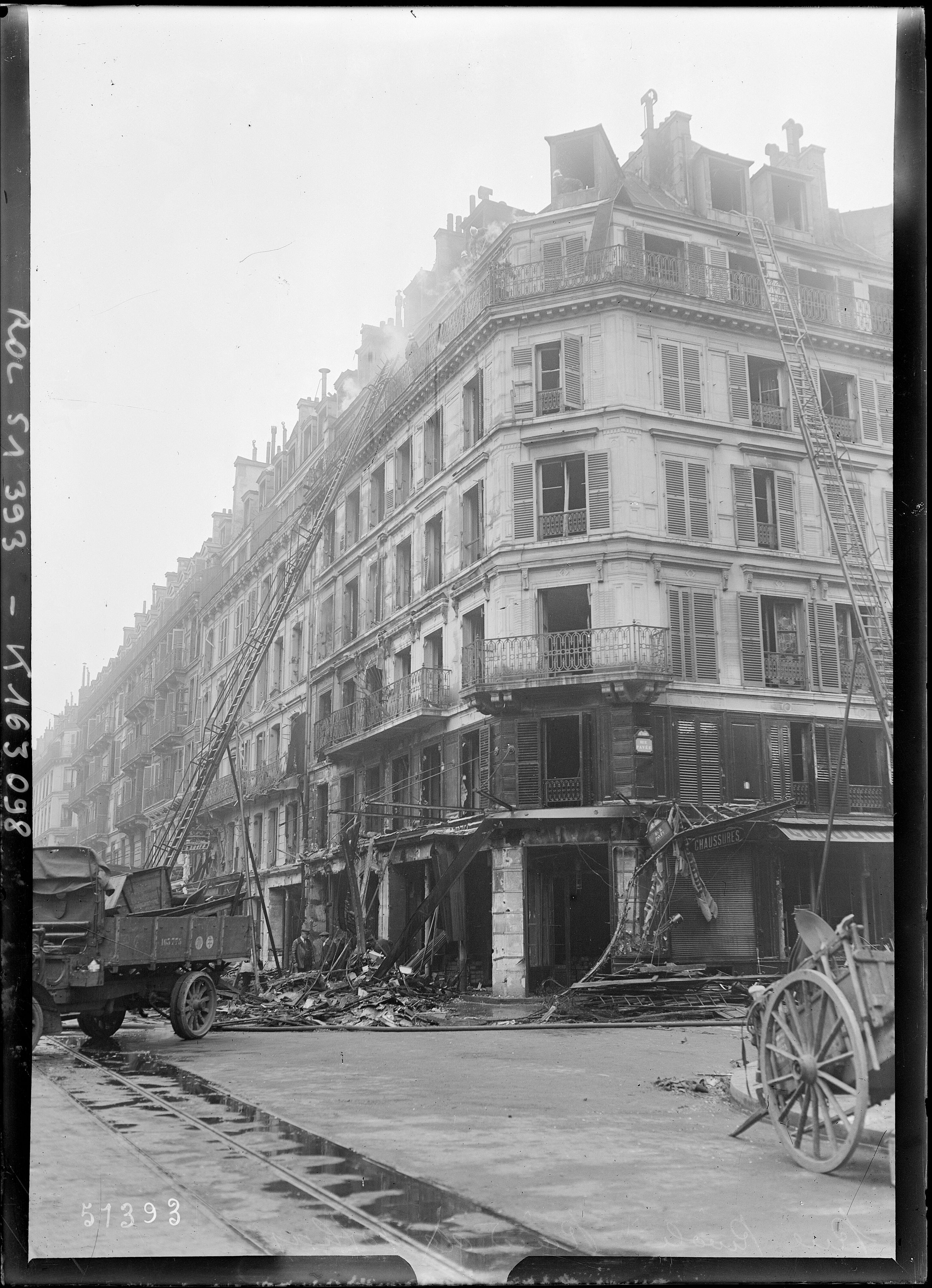
Dégâts causés à l'immeuble situé à l'angle des rues Pavée et de Rivoli après le bombardement du 12 avril 1918

### Depuis 2020: création d'une rue cyclable

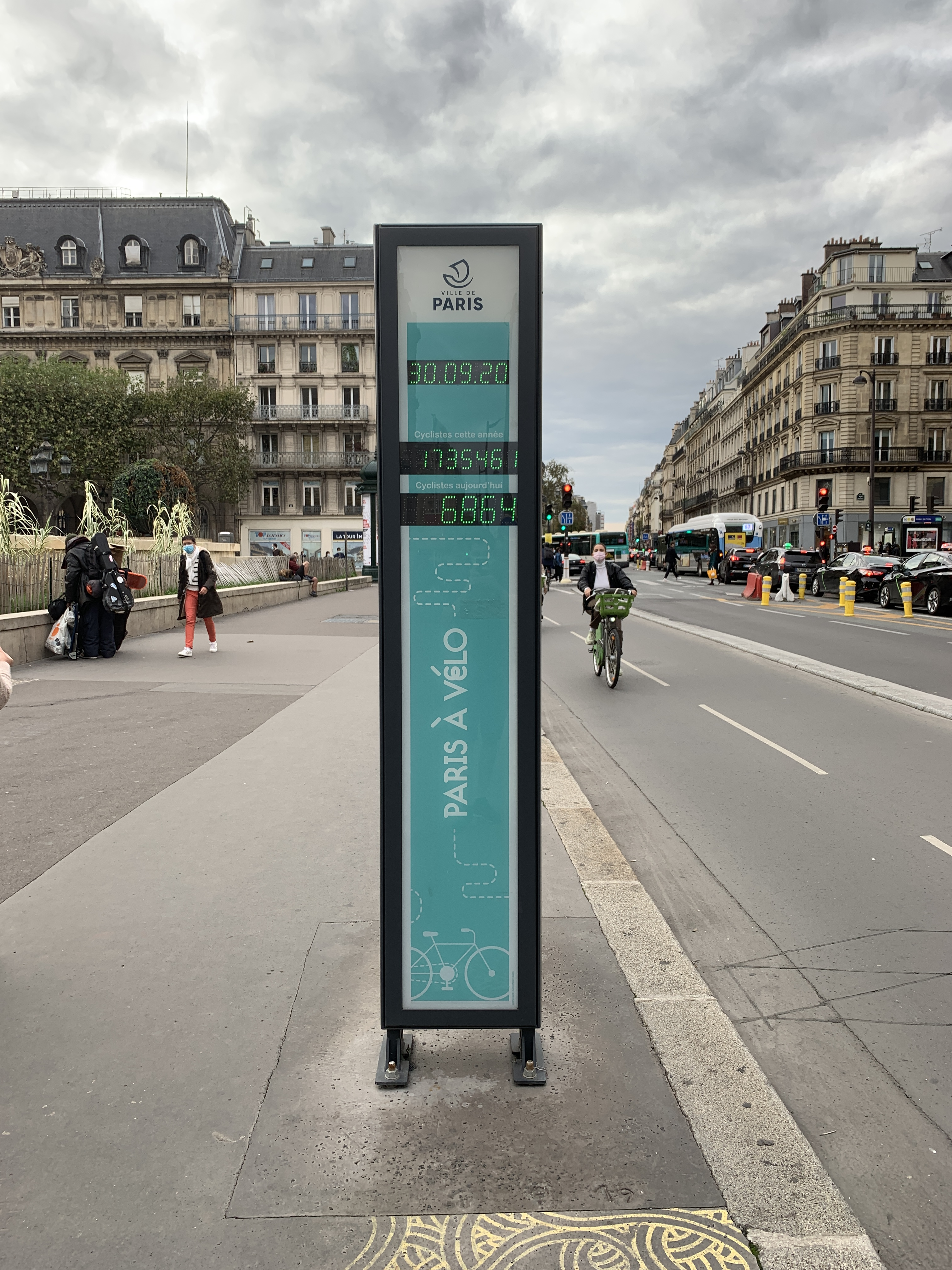
Compteur de vélos, rue de Rivoli en 2020.

La répartition des circulations évolue à la fin des années 2010 : après un premier aménagement entre Saint-Paul et Hôtel de Ville, la rue de Rivoli dispose en septembre 2018 d'une file pour les bus, une pour les autres véhicules motorisés et une piste pour les vélos jusqu'au boulevard de Sébastopol.
Le 16 septembre 2020, la maire de Paris Anne Hidalgo annonce que les 50 km de pistes cyclables dites « coronapistes » en raison de leur aménagement durant la pandémie de Covid-19, sont pérennisées et la circulation interdite aux voitures (y compris les VTC) et deux-roues motorisés, seuls les bus, taxis et véhicules professionnels étant admis à circuler.
En 2003, plus de 25 000 véhicules quotidiens, tous modes confondus, étaient comptabilisés sur l'intégralité de la rue de Rivoli. Au mois de janvier 2024, le compteur multimodal installé au niveau de la rue des Bourdonnais fait apparaitre qu'en moyenne 10 000 à 14 000 vélos et trottinettes étaient comptabilisés sur ce seul point les jours ouvrés, ainsi que 4 000 à 6 000 autres véhicules (bus, voitures, 2 roues motorisés et véhicules lourds). Au mois de mai 2024, malgré les ponts et la météo maussade, ce sont plus de 15 000 vélos et trottinettes et 6 000 à 7 000 autres véhicules qui sont quotidiennement comptabilisés les jours ouvrés.

## Voies et monuments disparus ou raccourcis
Le percement de la rue et ses opérations connexes, comme l'extension de la place de l'Hôtel-de-Ville et le percement de la rue des Halles par exemple, entraînent la disparition, totale ou partielle, d'un grand nombre de rues anciennes :
- le jardin du couvent de l'Assomption ;
- le jardin du couvent des Capucins ;
- le jardin du couvent des Feuillants ;
- l'hôtel des Grandes-Écuries du Roi ;
- la salle du Manège royal ;
- la prison du For-aux-Dames ;
- l'Église Saint-Jacques-la-Boucherie ;
- la rue d'Angiviller ;
- la rue d'Avignon ;
- la rue Bailleul ;
- la majeure partie de la rue des Ballets (la partie restante étant incorporée à la rue Malher) ;
- la rue de la Bazenerie ;
- la rue de Beaujolais-Saint-Honoré ;
- la rue de Beauvais ;
- la rue Béthizy ;
- la rue de la Bibliothèque (ancienne rue du Champ-Fleuri) ;
- la place de Birague (la fontaine de Birague est démolie à cette occasion) ;
- la rue du Carrousel ;
- la rue du Chantre ;
- la rue de Chartres-Saint-Honoré ;
- la rue du Chevalier-du-Guet ;
- la place du Chevalier-du-Guet ;
- l'hôtel du Chevalier-du-Guet ;
- la partie centrale de la rue Cloche-Perce ;
- la rue du Coq-Saint-Honoré ;
- la rue des Coquilles ;
- une partie de la rue du Coq-Saint-Jean (supprimée par la suite en totalité lors de l'extension du Bazar de l'Hôtel de Ville ;
- le cul-de-sac du Dauphin ;
- une partie de la rue des Deux-Portes-Saint-Jean (l'autre partie étant incorporée en 1890 à la rue des Archives) ;
- la rue de l'Échelle (en partie) ;
- la rue des Écrivains ;
- la rue de l'Écurie ;
- le passage de l'Empereur ;
- la partie nord-est de la rue des Fossés-Saint-Germain-l'Auxerrois (la partie restante étant aujourd'hui la rue Perrault) ;
- la rue de la Heaumerie ;
- la rue Jean-de-l'Épine (extension de la place de l'Hôtel-de-Ville);
- la rue Jean-Pain-Mollet ;
- la rue Jean-Tison en majeure partie ;
- le passage du Manège ;
- la place du Marché-Saint-Jean ;
- la majeure partie de la rue des Mauvais-Garçons (pour la construction de la caserne Napoléon) ;
- la rue des Mauvaises-Paroles ;
- la rue de Montpensier-Saint-Honoré ;
- la rue du Mouton (extension de la place de l'Hôtel-de-Ville) ;
- la rue du Musée (ancienne rue Froidmanteau) ;
- la place du Muséum ;
- la rue Nicolas-Flamel en partie ;
- la place de l'Oratoire ;
- la rue de l'Oratoire ;
- l'impasse de la Petite-Bastille ;
- le passage du Petit-Saint-Antoine ;
- la rue Pierre-Lescot (ancienne rue Saint-Jean-Denis) ;
- la rue des Poulies ;
- le passage des Quinze-Vingts ;
- la rue des Quinze-Vingts ;
- la rue Renaud-Lefèvre ;
- la rue de Rohan (en partie) ;
- la rue du Roi-de-Sicile, en partie ;
- l'impasse Saint-Benoît ;
- l'impasse Saint-Faron ;
- la place Saint-Jacques-la-Boucherie ;
- la rue Saint-Louis-Saint-Honoré ;
- la rue Saint-Nicaise ;
- la rue Saint-Thomas-du-Louvre ;
- la rue de la Savonnerie ;
- la rue de la Tixéranderie ;
- la rue du Trocadéro ;
- la rue Trognon ;
- la rue de Valois-Saint-Honoré ;
- la rue de la Vieille-Harangerie ;
- la rue de la Vieille-Monnaie ;
- le passage Washington ;

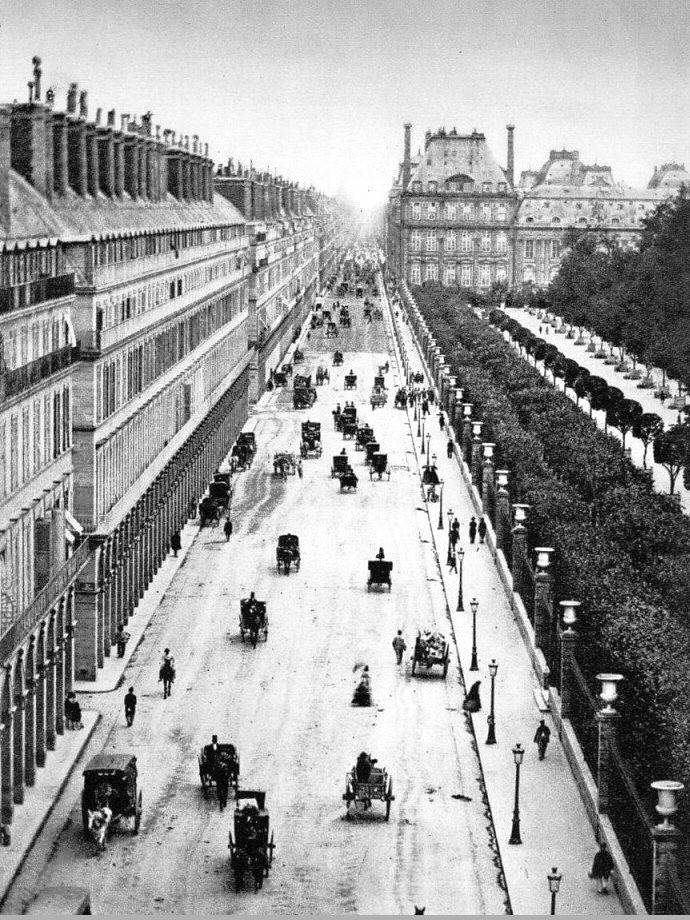
La rue de Rivoli en 1855, photographie d'Adolphe Braun.
Plan du percement de la section de la rue du Louvre à la rue Saint-Antoine (Bibliothèque historique de la Ville de Paris).
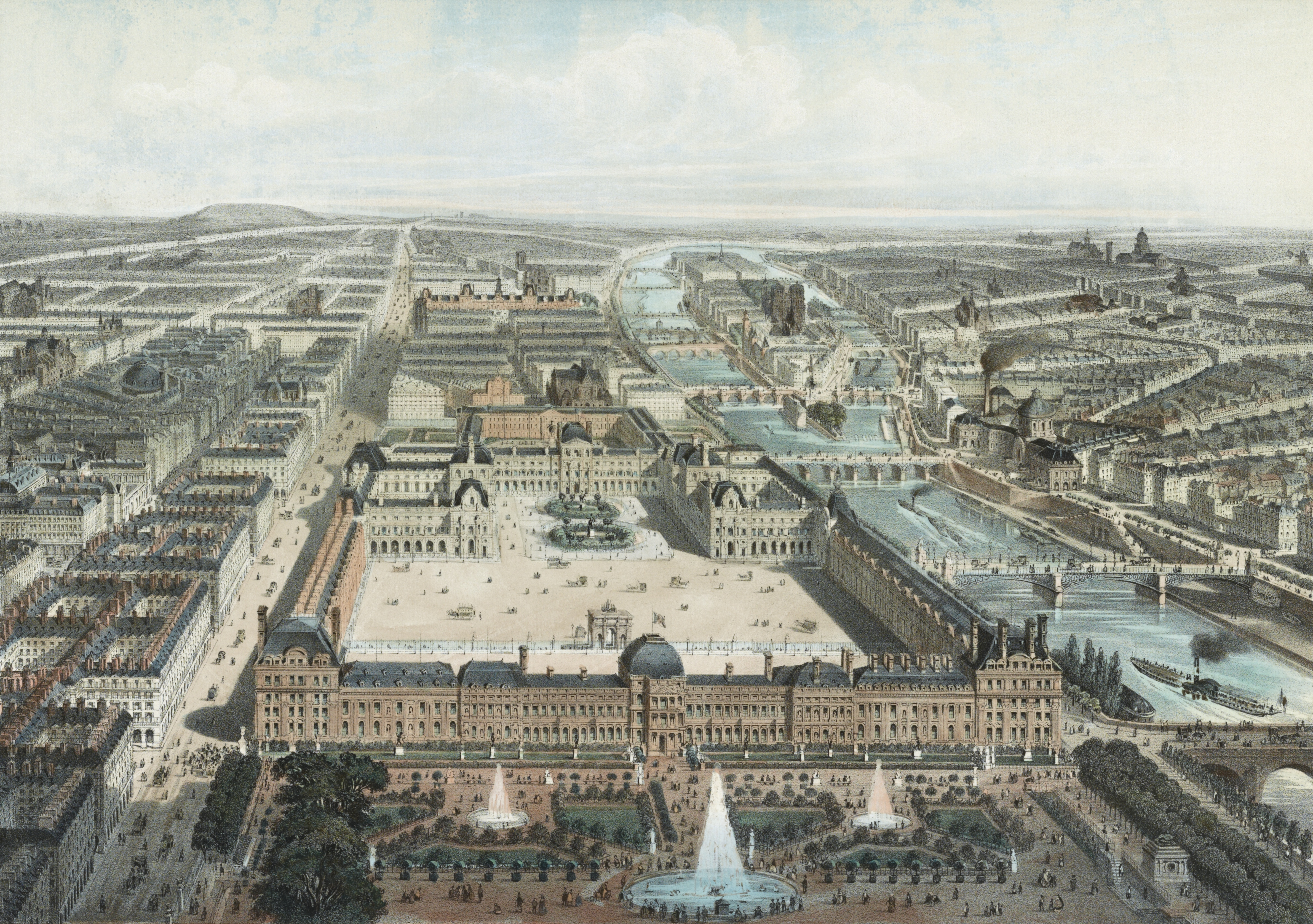
Vue aérienne après le prolongement.

### Autres voies et bâtiments disparus

#### Rue de Beauvais
En 1775, la « rue de Beauvais », située quartier du Louvre, commençait rue Froidmanteau et finissait au bout de la rue Champfleuri.
Au XIIIe siècle elle se nommait « rue Biauvoir », « rue Byauvoir » ou « vicus de Biauvoir », puis en 1372 « rue Beauvoir », et depuis 1450 « rue Beauvais ».
 En 1702, la voie, qui fait partie du quartier du Louvre, comporte 8 maisons et 4 lanternes.
Une partie de la rue est détruite en 1784, et puis le reste après la construction des places de l'Oratoire et du Muséum,.
En 1817, la « rue de Beauvais » située quartier Saint-Honoré, dans l'ancien 4e arrondissement, débutait, rue du Coq-Saint-Honoré  et se terminait rue Fromenteau.

#### Place de Birague
La « place de Birague » était située rue Saint-Antoine, en face du lycée Charlemagne, en partie quartier du Marais, dans l'ancien 8e arrondissement de Paris et en partie quartier de l'Arsenal, dans l'ancien 9e arrondissement de Paris.

Le cardinal de Birague, chancelier de France, né à Milan, et mort à Paris en 1583, ayant fait construire, en 1677, la fontaine qui était au milieu de cette place, la fontaine et la place prirent le nom de Birague. Cette fontaine fut reconstruite en 1627 et en 1707. Anciennement, le cimetière des Anglais était sur cette place.

#### Galerie Delorme
La « galerie Delorme », également appelée « passage Delorme », située quartier des Tuileries, dans l'ancien 1er arrondissement, débutait, en 1817, au no 14 de la rue de Rivoli (actuellement no 188) et finissait au no 287 (actuellement no 177) rue Saint-Honoré,.
C'était un passage couvert, couvert d'un vitrage et ornée de boutiques de chaque côté, construit en 1808 par M. Delorme et Nicolas Vestier.

#### Passage de l'Empereur
Le « passage de l'Empereur », situé quartier des Marchés, dans l'ancien 4e arrondissement de Paris, commençait au no 41 rue Saint-Denis et finissait au no 2 rue de la Vieille-Harangerie.
Il est fait mention de ce passage dès l'année 1372, qui doit son nom à une enseigne.

#### Prison du For-aux-Dames
Appelée vulgairement le « Savot aux Dames », cette prison était réservée aux vassaux parisiens de l'abbaye de Montmartre. L'enceinte, qui comprenait la prison, avec son tribunal et deux corps de logis, était accessible par la rue de la Heaumerie à peu près au débouché de l'actuel boulevard de Sébastopol et de la rue de Rivoli. Cette prison, qui était obscure et malsaine, est fermée en 1674,,.

#### Hôtel des Grandes-Écuries du Roi
L'« hôtel des Grandes-Écuries du Roi » et des maisons des pages était un vaste établissement situé, au XVIIIe siècle, au nord et dans le prolongement du palais des Tuileries et était limité à l'ouest par le cul-de-sac du Dauphin. Son emplacement est principalement occupé par la place des Pyramides, et également par une partie des rues des Pyramides et de Rivoli,.

#### Carrefour Guilleri
Située dans le quartier des Arcis, cette place était formée à la rencontre des rues de la Coutellerie, Jean-Pain-Mollet, Jean-de-l'Épine, de la Poterie et de la Tixéranderie. La rue de la Coutellerie se nommait, en 1228, « rue de la Vieille-Oreille ». On altéra ce nom en « rue Guigne-Oreille », en « rue Guillori », et enfin en « rue Guilleri », que l'on ne donna plus qu'à ce carrefour par la suite.
Il y avait autrefois à ce carrefour un pilori et une échelle patibulaire, comme celle du Temple. C'était là, dit Sauval, que se faisait l'exécution de l'essorillement, genre de supplice dont on punissait les condamnés aux galères. Dans les ouvrages d'anciens auteurs est indiqué qu'on coupait une oreille à un coupeur de bourses, ou à un domestique convaincu de vol pour la première fois, les deux oreilles pour la deuxième, et qu'à la troisième il était condamné à mort.

#### Passage du Manège
Le « passage du Manège » ou « Cour du Manège »  était situé en longueur entre la salle du Manège, auquel il conduisait (d'où son nom) à l'ouest, et la rue du Dauphin (tronçon de l'actuelle rue Saint-Roch), qui était le prolongement de la rue Neuve-Saint-Roch, et du passage des Écuries-du-Roi à l'est, en largeur entre des hôtels particuliers au nord, hôtel de Noailles, hôtel de Boulogne, hôtel de Breteuil et le jardin des Tuileries au sud.
C'est dans la salle du Manège, correspondant au no 230 de la rue de Rivoli, que fut jugé Louis XVI et où fut proclamée la 1re République.

#### Rue de Montpensier-Saint-Honoré
La « rue de Montpensier-Saint-Honoré » était située quartier des Tuileries, dans l'ancien 1er arrondissement de Paris. La rue d'une longueur de 24 mètres, commençait aux nos 1-2 rue de Valois-Saint-Honoré et finissait aux nos 10-12 rue de Rohan. Le dernier numéro impair était le no 5 et le dernier numéro pair était le no 4.
Elle a été formée sur l'emplacement de l'ancien hôpital royal des Quinze-Vingts, en vertu des lettres-patentes en date du 16 décembre 1779, registrées au parlement le 31 du même mois. Cette rue prend le nom de « rue de Montpensier » en l'honneur du duc de Montpensier, (Antoine d'Orléans), second fils du duc d'Orléans (Louis-Philippe d'Orléans).

#### Place du Muséum ou place du Musée
Située quartier du Louvre, dans l'ancien 4e arrondissement, cette place, qui a été créée sur une partie de la rue de Beauvais, commençait, en 1817, rue du Carrousel et finissait rue Fromenteau. Elle tirait son nom du Musée dont l'entrée était alors sur cette place. Elle a porté, vers 1806, le nom de « place d'Austerlitz » en l'honneur de la victoire napoléonienne avant de reprendre celui de « place du Musée » en 1814 à la Première Restauration. L'ensemble des maisons de la place sont abattues lors de la construction de l'aile Richelieu en exécution de la réunion du Louvre et des Tuileries,.

#### Marché et passage des Quinze-Vingts
Le « marché des Quinze-Vingts» était situé dans le « passage des Quinze-Vingts », dans lequel il était inclus, quartier des Tuileries, dans l'ancien 1er arrondissement de Paris. 
Le passage commençait aux nos 4-6 rue Saint-Louis-Saint-Honoré et finissait au no 265 rue Saint-Honoré. Le passage et le marché sont visibles à l'Ouest de la rue Saint-Nicaise sur les plans de Jaillot de 1713 (sous le nom de « le Petit Marché de la rue Saint-Honoré »), de Roussel de 1731, de Jaillot de 1775 et de Junié de 1786. 
Ce passage est ainsi nommé parce qu'il se situe, comme les maisons qui l'entourent, à l'emplacement d'un vaste clos de 45 arpents (env. 15 ha) ayant appartenu à l'hospice des Quinze-Vingts .

#### Rue des Quinze-Vingts
La « rue des Quinze-Vingts »  située quartier des Tuileries, dans l'ancien 1er arrondissement de Paris, commençait aux nos 3 et 5 rue de Valois et finissait aux nos 20 et 22 rue de Rohan, avait les numéros rouges, le dernier numéro impair était le no 3 et le dernier numéro pair était le no 6.
Ainsi nommée parce qu'elle fut percée, vers l'an 1784, sur l'emplacement d'une partie des bâtiments de l'ancien hospice des Quinze-Vingts. Elle disparaît lors de la réunion des palais du Louvre et des Tuileries et de la création de la rue de Rivoli.

#### Impasse de la Petite-Bastille
L'« impasse de la Petite-Bastille » également appelée « cul-de-sac de la Petite-Bastille » était située quartier du Louvre, devenu quartier des Tuileries, dans l'ancien 4e arrondissement de Paris et était situé entre les nos 36 et 38 de la rue de l'Arbre-Sec.
 Les numéros étaient rouges et le seul impair était le no 1 et le seul numéro pair était le no 2.
En 1499, dans les censiers de l’évêché, elle est appelée « ruelle sans bout ». En 1540, on la désignait sous le nom de « ruelle Jean-de-Charonne ». 
En 1702, la voie, qui fait partie du quartier du Louvre, comporte 1 maison et 1 lanternes.
Sa dernière dénomination lui vient de l'enseigne d'un cabaret qui se trouvait encore en 1788 dans le fond de cette impasse. Une décision ministérielle, en date du 13 février 1810, signée Montalivet, fixe sa largeur à 7,60 mètres.

#### Passage du Petit-Saint-Antoine
Le « passage du Petit-Saint-Antoine »  situé quartier du Marché Saint-Jean, dans l'ancien 7e arrondissement de Paris, commençait aux nos 67 et 69 rue Saint-Antoine et finissait au no 25 rue du Roi-de-Sicile.
Le Petit Saint-Antoine était une maison de chanoines dont l'établissement datait de 1361. Le but primitif de cette institution était de porter secours aux malheureux attaqués d'une maladie nommée le feu infernal, le mal des ardents et le mal Saint-Antoine. Cette maison, rebâtie en 1689, et détruite en 1792, était située rue Saint-Antoine, entre les numéros 67 et 69, où fut ouvert le « passage du Petit-Saint-Antoine ».

#### Impasse Saint-Benoît
L'« impasse Saint-Benoît » également appelée « cul-de-sac Saint-Benoît » située quartier des Arcis, dans l'ancien 7e arrondissement de Paris, commençait entre les nos 12 et 14 rue de la Tacherie et n'avait pas de numéro.
Anciennement c'était la « ruelle des Bons-Enfans ». Jean de La Caille, sur son plan, le nomme de la « Petite-Tacherie », à cause de sa situation dans la rue de ce nom. L'origine du nom de Saint-Benoit est ignoré.

#### Rue Saint-Louis
La « rue Saint-Louis » ou « rue Saint-Louis-Saint-Honoré », pour la différencier des autres rues du même nom, située quartier des Tuileries, dans l'ancien 1er arrondissement de Paris, commençait aux nos 6-8 rue de l'Échelle et finissait aux nos 271-273 rue Saint-Honoré. Les numéros étaient noirs, le dernier numéro impair était le no 9 et le dernier numéro pair était le no 10.
Elle était ainsi nommée à cause de sa proximité de l'hôpital des Quinze-Vingts, fondé par saint Louis. 
Sur d'anciens plans et titres, on la trouve sous les noms de « rue de l'Échaudé » et « rue Saint-Louis-des-Tuileries ».

#### Passage Washington
Le « passage Washington », situé quartier Saint-Honoré, dans l'ancien 4e arrondissement de Paris, commençait rue de la Bibliothèque et finissait rue du Chantre.
C'était autrefois le « passage du Tourniquet », en raison d'un tourniquet qu'on y avait placé pour empêcher la circulation des voitures. Il prit, en 1810, le nom de « passage Washington » que portait déjà un hôtel particulier situé dans la rue du Chantre. Ce passage a été supprimé en 1833, pour le prolongement de la rue de Rivoli.

## Bâtiments remarquables et lieux de mémoire

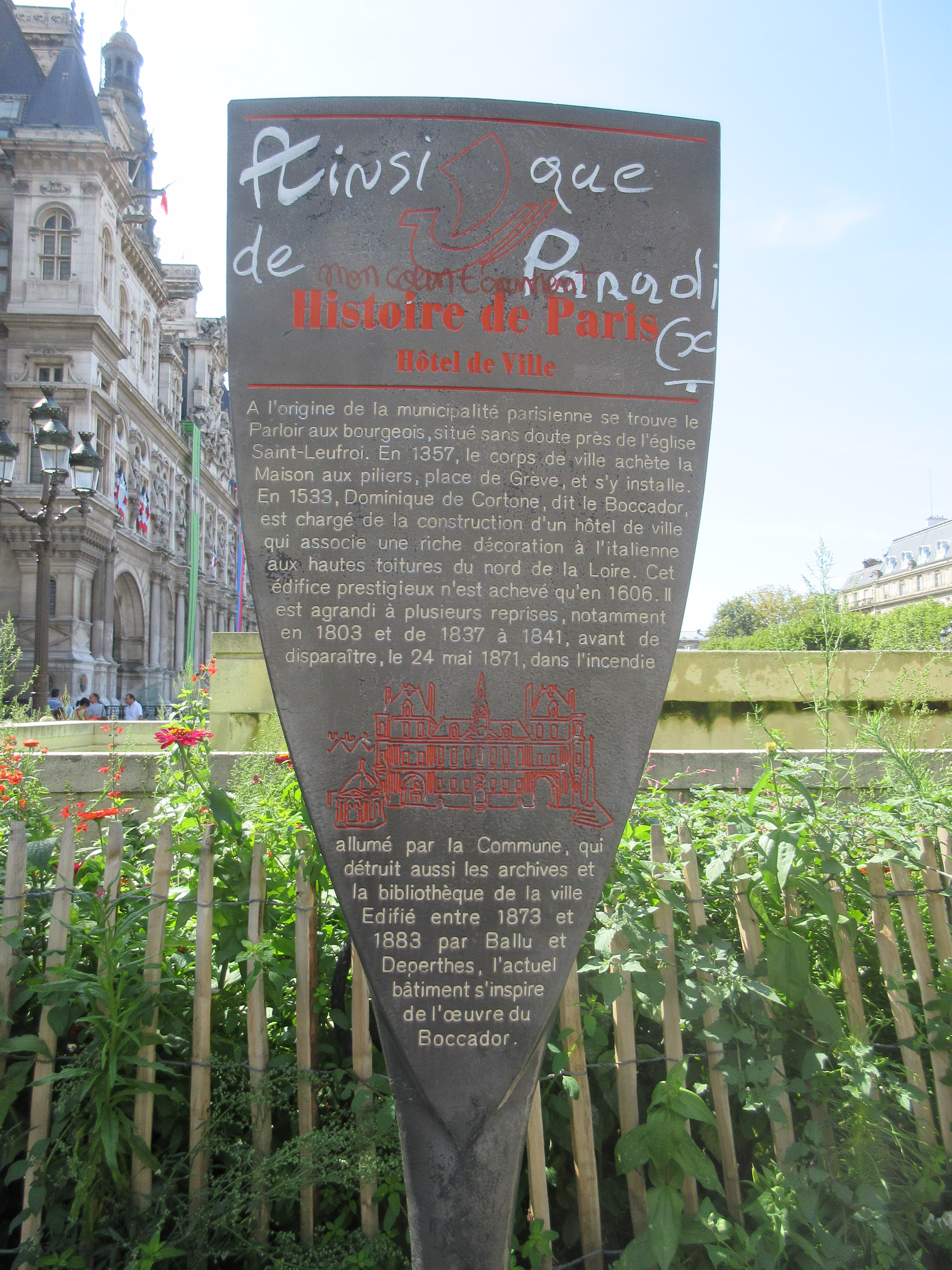
Panneau Histoire de Paris
« Hôtel de Ville ».

- Nos 1 à 7 et nos 18 à 20 : emplacement de l'ancien Petit Saint-Antoine.
- No 10 : Édouard Moreau de Beauvière vit ici en 1871.
- No 14 : l'écrivain Eugène Ionesco et sa femme y vivent de 1960 à 1964[42].
- No 25 : mairie du 4e arrondissement de Paris. Une plaque rappelle que le garde républicain René Laboudance y est mort pour la Libération de Paris (1944).
- Entre les nos 42 et 44 et les nos 25 et 27 : emplacement approximatif de la place du Marché-Saint-Jean (disparue).
- No 27 : l'ancienne caserne Napoléon, également appelée « caserne Lobau », occupe l'espace situé entre les places Saint-Gervais et Baudoyer et les rue François-Miron, rue de Lobau et rue de Rivoli[43].
- No 28 : l'écrivain Joseph Kessel y habita en 1914[42].
- No 29 : Hôtel de ville de Paris.
- No 33 : le pianiste japonais Ken Sasaki y vécut ; une plaque lui rend hommage.
- Entre les nos 39 et 41 : square de la Tour-Saint-Jacques, au centre duquel se trouve la tour Saint-Jacques.
- No 48bis : immeuble primé, en 1905, au concours de façades de la ville de Paris[44].
- No 51 : siège de Radio FG.
- Nos 52 à 64 : grands magasins du Bazar de l'Hôtel de Ville (BHV).
- No 55 : siège de la Revue rétrospective, fondée par Paul Cottin.
- No 59 : squat d'artistes créé en 1999[45].

- Nos 67 à 83 : anciens grands magasins de La Samaritaine.
- No 68 : c'est ici que le 26 août 1944 a été sonné le cessez-le-feu des combats de la libération de Paris par le trompette Joseph Ott[46] de la fanfare de cavalerie de la Garde républicaine.
- No 72 : la peintre Jeanne Fichel y habite un temps[47].
- No 99 : Carrousel du Louvre.
- No 99 : studio de la Comédie-Française.
- Nos 99-107 : palais du Louvre et palais des Tuileries.
- No 107 : musée des Arts décoratifs.
- No 156 : l'homme politique Michel Guy y vécut ; une plaque lui rend hommage.
En 1990, l'avocat Hervé Temime y ouvre son cabinet[48].
- No 160 : temple protestant de l'Oratoire du Louvre et statue de Gaspard II de Coligny.
- No 172 et 1, place André-Malraux : Hôtel du Louvre qui fut le quartier général d'un Sonderkommando SS durant la Seconde Guerre mondiale[49]
- No 182 : plaque commémorant deux réunions clandestines du Conseil national de la Résistance du printemps 1944.
- No 188 bis : ancien théâtre transformé en discothèque dans les années 1980. En 2008, Jean-Roch y transfère le VIP Room, installé depuis dix ans 76 avenue des Champs-Élysées. Accueillant de nombreuses célébrités, le club ferme en 2020 dans le contexte de la pandémie de Covid-19[50].
- No 192 : plaque indiquant l'emplacement des anciennes Grandes Écuries du roi et précisant qu'Antoine de Pluvinel y enseigna.
- No 194 : l'écrivain François-René de Chateaubriand y habita de 1812 à 1814[42].
- No 198 : le comédien Jean Sarment a vécu ici de 1940 à 1976 ; une plaque lui rend hommage. Auparavant le collectionneur Victor Chocquet y a vécu.
- No 202 : hôtel Saint-James & Albany ; ancien hôtel particulier construit en 1751 par l’architecte Michel Tavennot pour l’homme politique Jean de Boullongne. La comédienne Pauline Carton y vécut pendant quarante ans[42]. En 2024, le chanteur et directeur artistique des collections masculines de Louis Vuitton Pharrell Williams en annonce l’acquisition et la rénovation pour en faire un établissement de grand luxe[51].

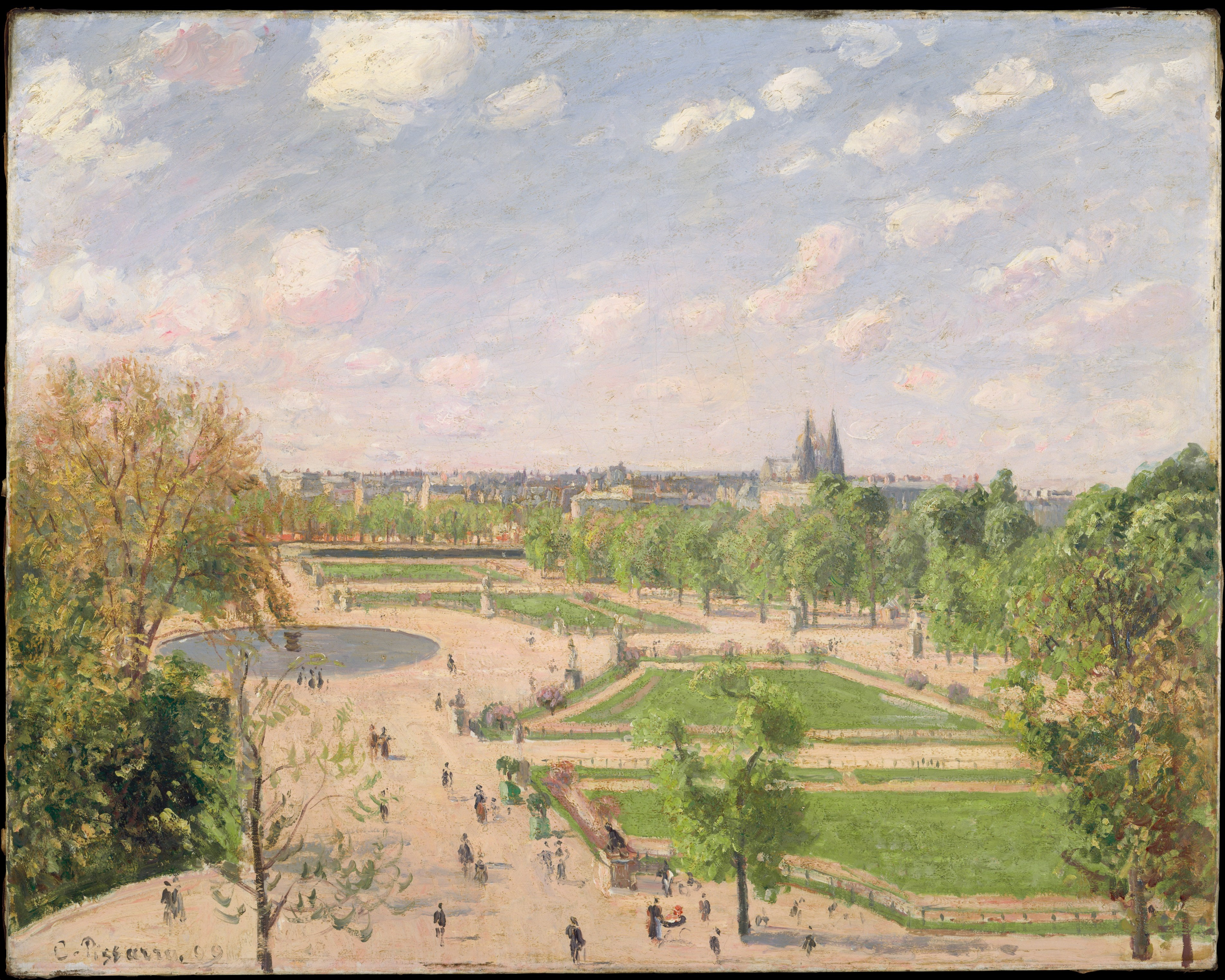
Le Jardin des Tuileries un après-midi de printemps,
Camille Pissarro, 1899,
Metropolitan Museum of Art, New York.

- No 204 : le mystérieux « Persan » y est mort en 1868. Le peintre Camille Pissarro y loue depuis 1898 un appartement en face des Tuileries, avec une superbe vue sur le jardin, quand il s'y installe en janvier 1899[52] et le quitte en novembre 1900 pour la place Dauphine.
- No 206 : l'écrivain Léon Tolstoï y vit en 1857 ; une plaque lui rend hommage.
- No 210 : l'écrivain Ivan Tourgueniev a vécu ici entre 1860 et 1864 et y écrivit Pères et Fils ; une plaque lui rend hommage.
- No 218 : hôtel Brighton.
- No 220 : en 1862, les époux Desoye y ouvrent une célèbre boutique consacrée à la vente et à l'exposition d'objets provenant du Japon. Cette boutique a largement contribué à l’engouement pour le japonisme dans la capitale. Elle fut fréquentée par les écrivains, critiques d'art, peintres et collectionneurs, parmi lesquels Zola, Baudelaire, Burty, Bracquemond, Cernuschi, Degas, les Goncourt, Manet, Monet, Whistler[53]. Le compositeur Léo Delibes y habita et y mourut (1891)[42].
- No 222 : anciennement, boutique de la couturière Madeleine Vionnet, inaugurée en 1912.
- No 228 : hôtel Meurice.
- No 230 : entre ce numéro et la terrasse des jardins des Feuillants, emplacement de la salle du Manège royal des Tuileries, où fut jugé Louis XVI et où fut proclamée la 1re République.
- No 242 : c'est à cette adresse, le 27 novembre 1895[54], au Cercle suédois et norvégien, créé en 1891, qu'Alfred Nobel rédige, l'année précédant sa mort, son testament, qui est à l'origine de la création des prix Nobel[55]. Son bureau y est toujours conservé, dans des locaux qui sont partagés aujourd'hui par le Cercle suédois et, depuis 1981, le Cercle norvégien de Paris (créé en 1926)[56]. L'immeuble abrite aussi, au quatrième étage, les bureaux de François Hollande depuis son départ de la présidence de la République, en 2017[57]. L'édifice a accueilli par le passé une reine de Suède et des princes du Qatar[58].
- No 244 : galerie d'art de Mathilde Amos, qui périt dans l'incendie de janvier 1967. Plusieurs toiles de Raoul Dufy sont détruites[59].
- No 258 : plaques commémorant, en anglais et en français, le 50e anniversaire du plan Marshall, mis en place à l'Hôtel de Saint-Florentin (ex-hôtel de Talleyrand)[42].

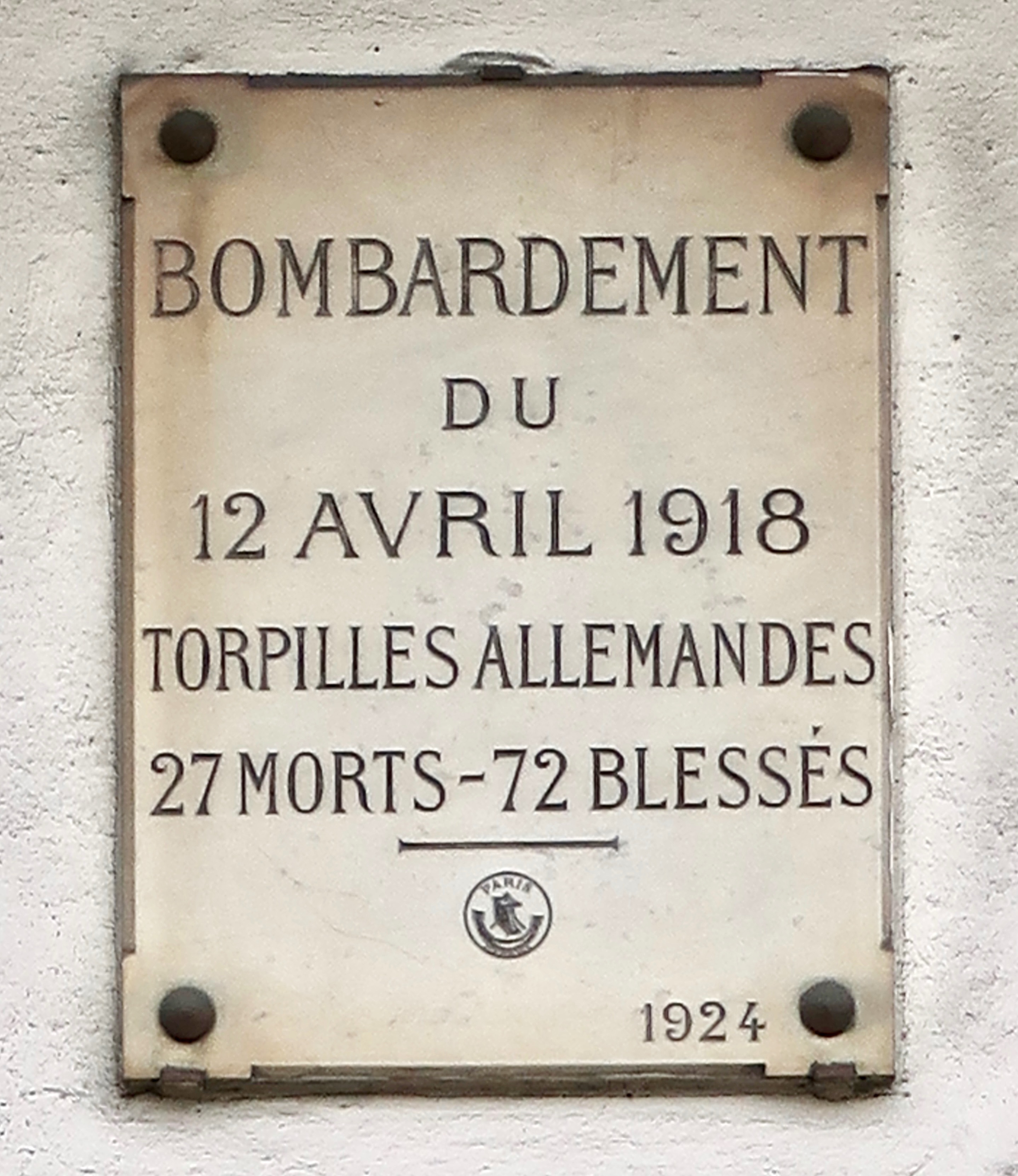
No 12 : bombardement de Paris en 1918.
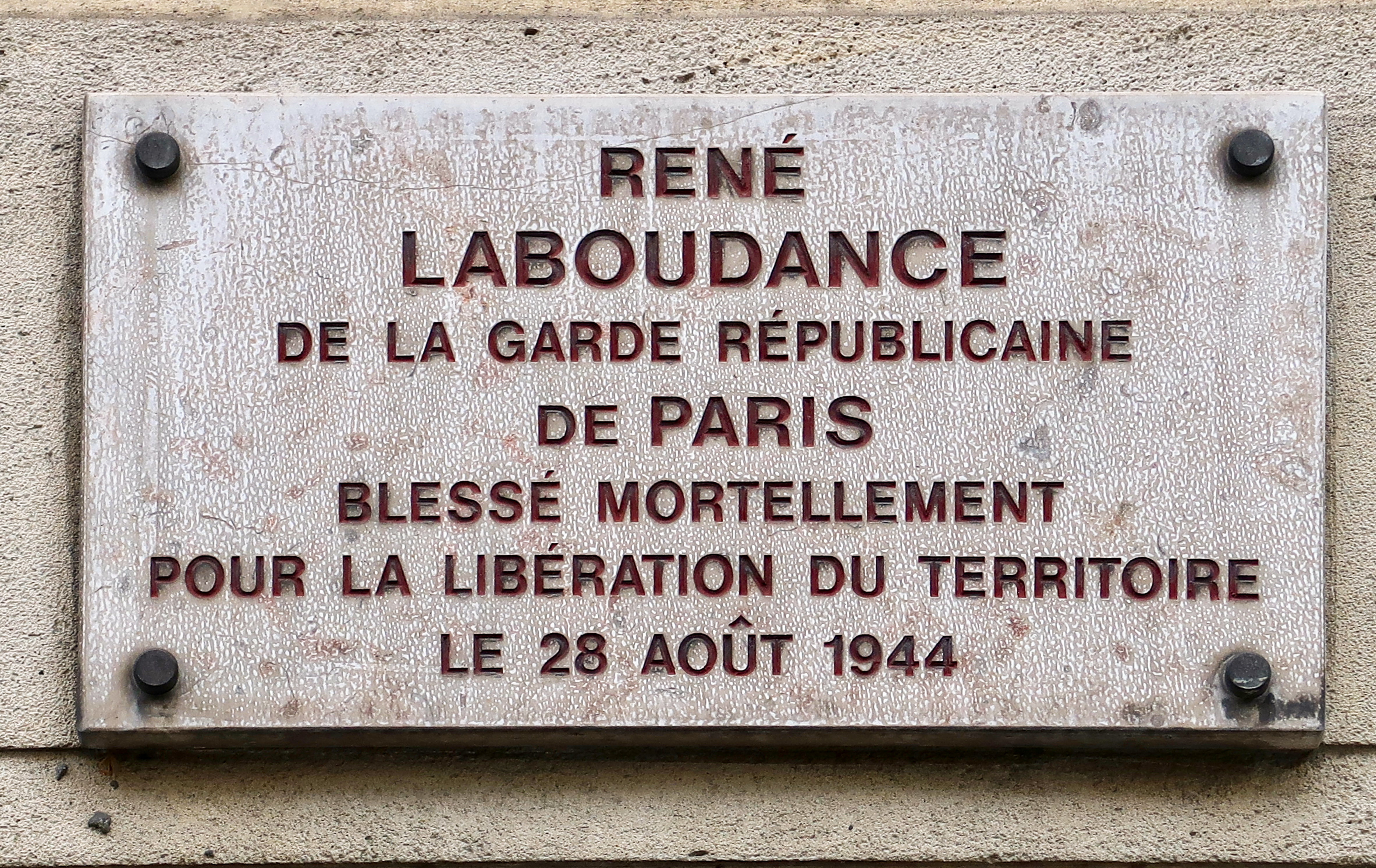
No 25 : René Laboudance.
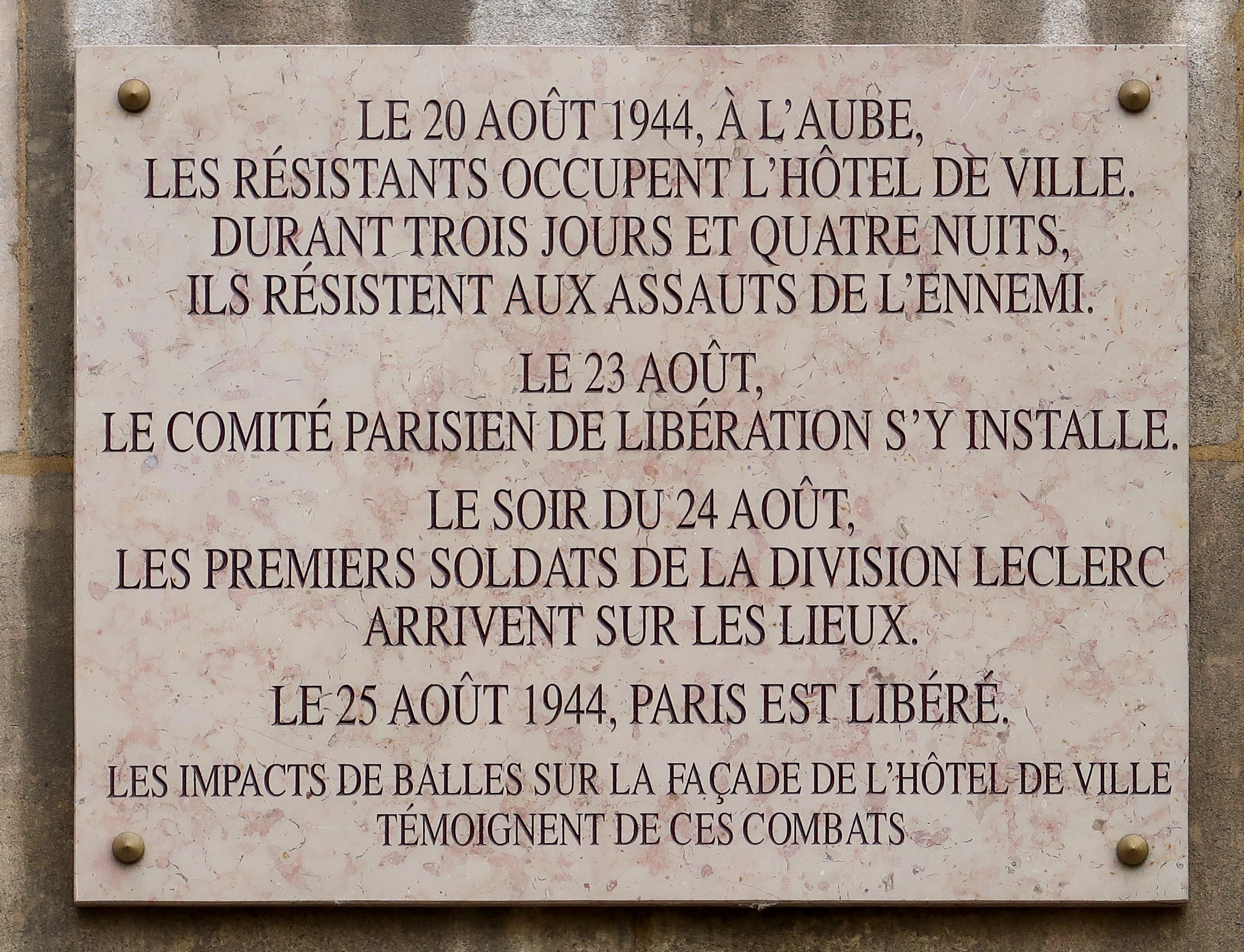
Plaque sur la façade de l'hôtel de ville au sujet de la Libération de Paris.
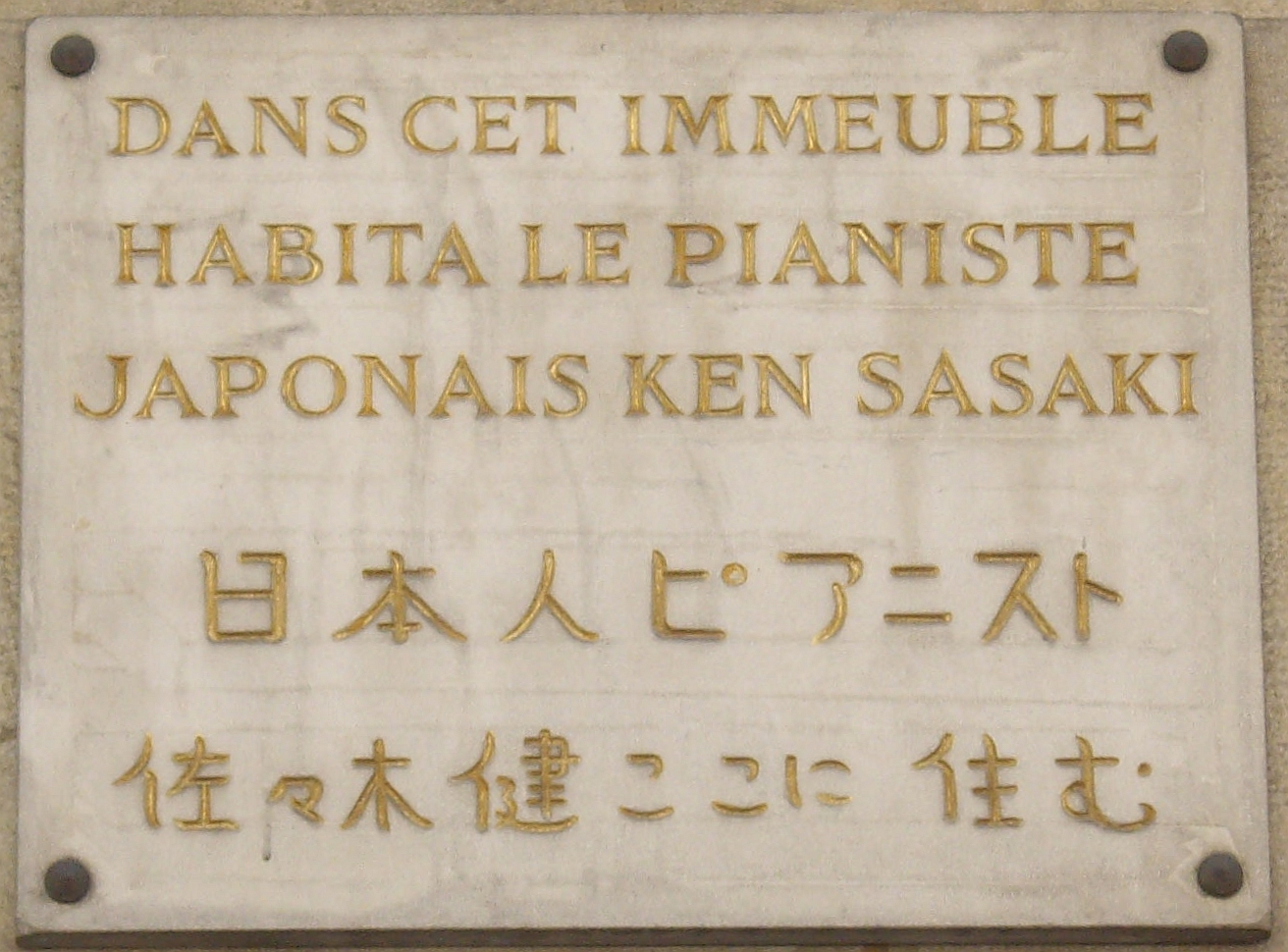
No 33 : Ken Sasaki.
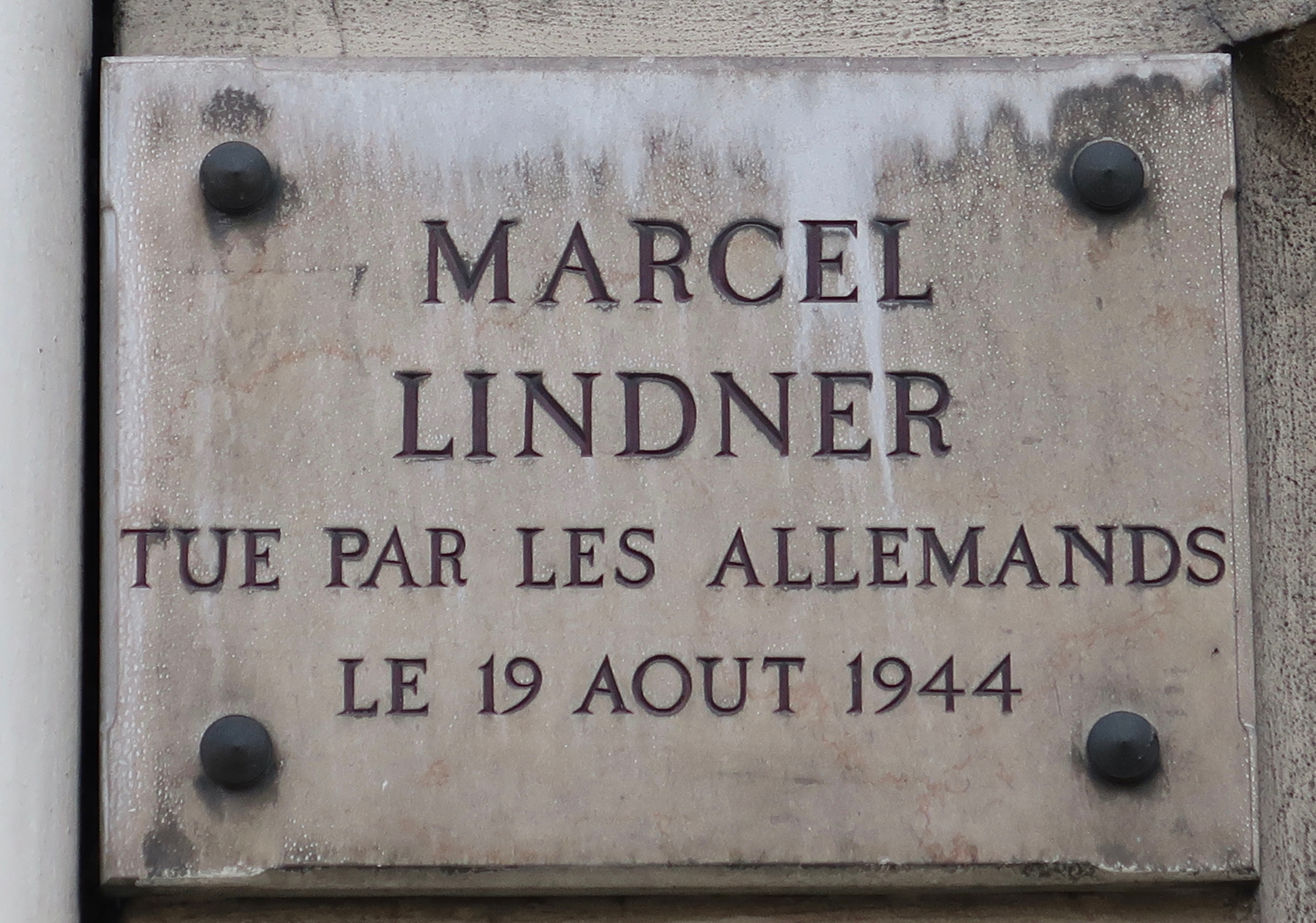
No 43 : Marcel Lindner, tué pendant la Libération de Paris.
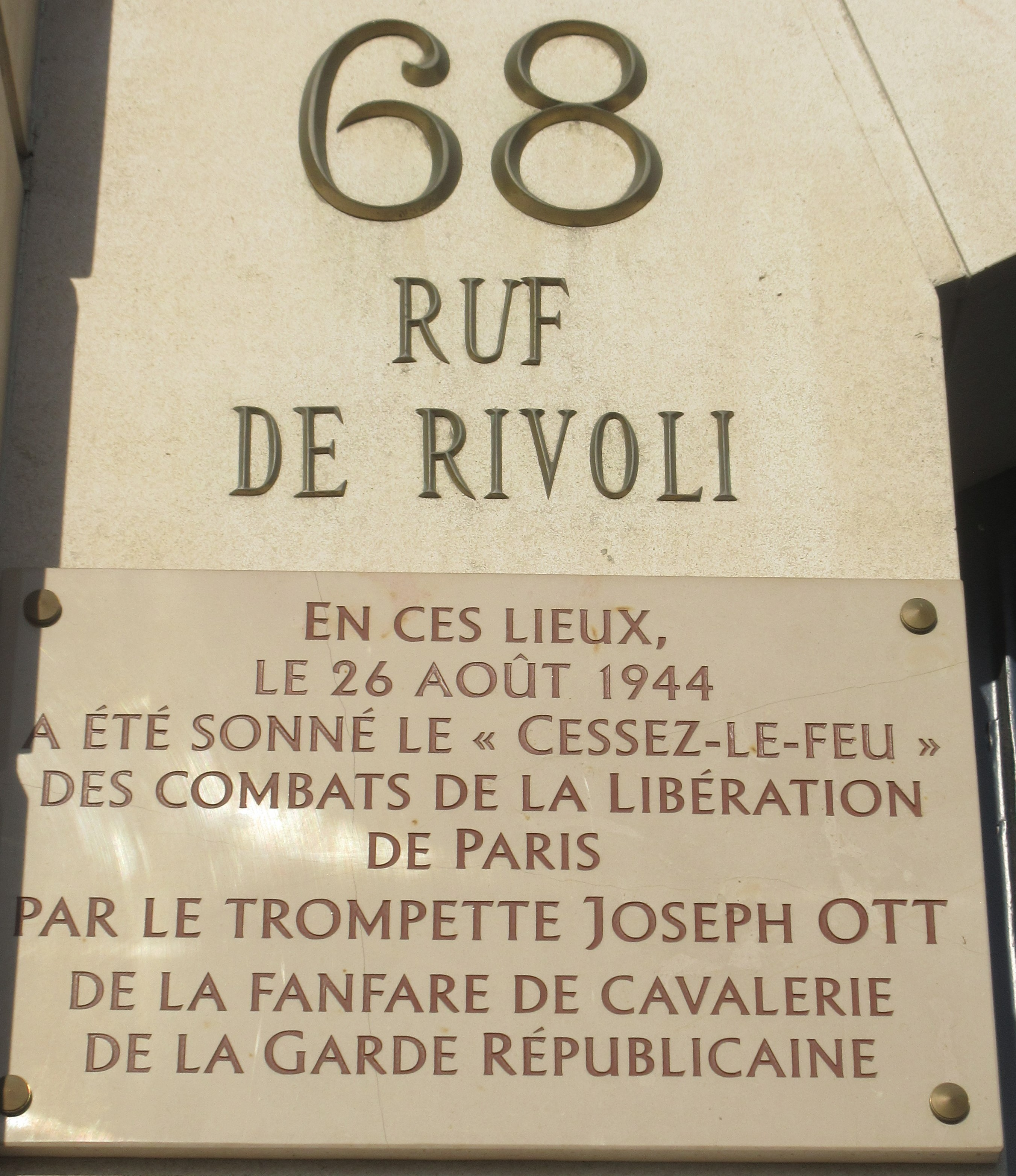
No 68 : cessez-le-feu des combats de la libération de Paris.
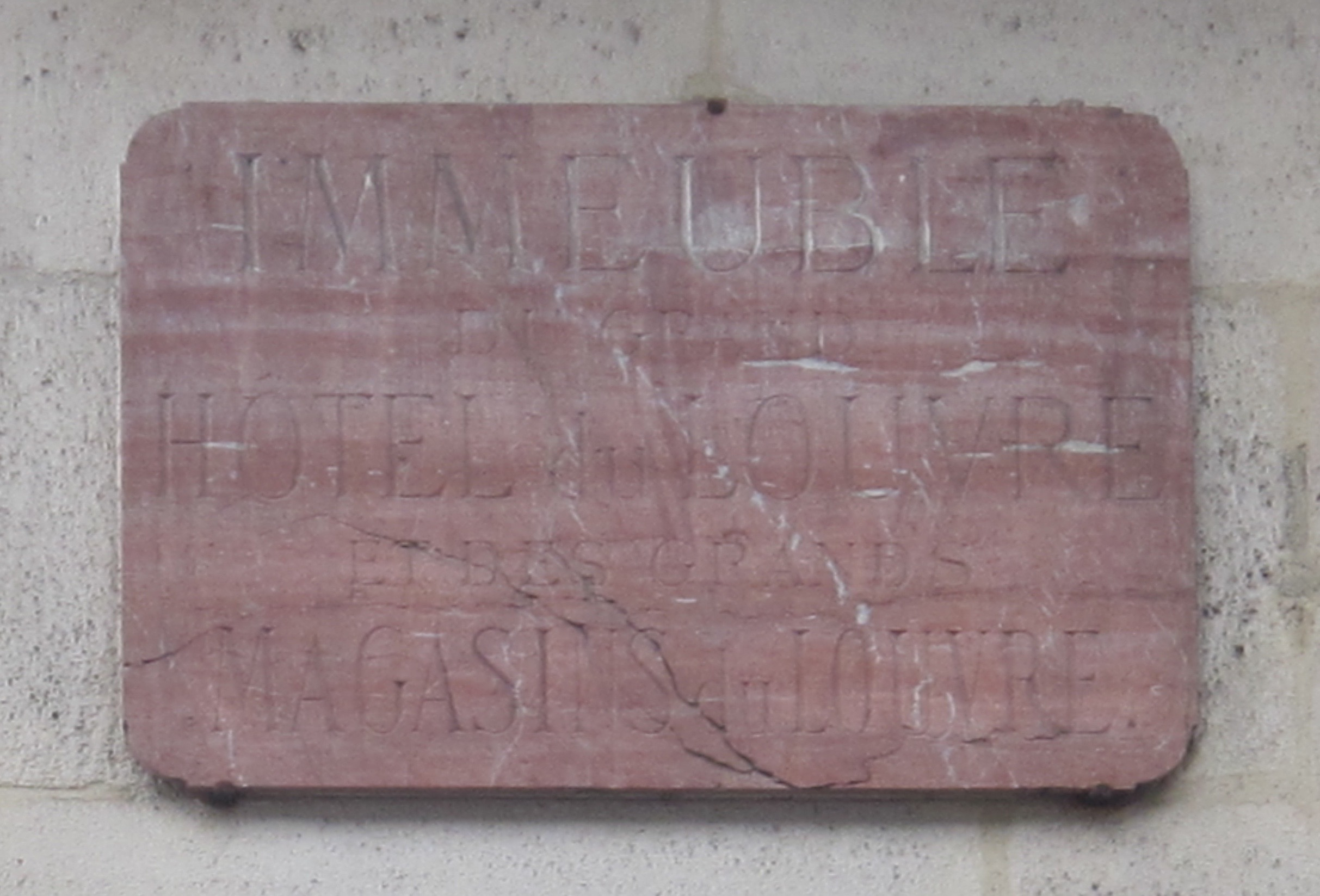
No 91 : Grands Magasins du Louvre.
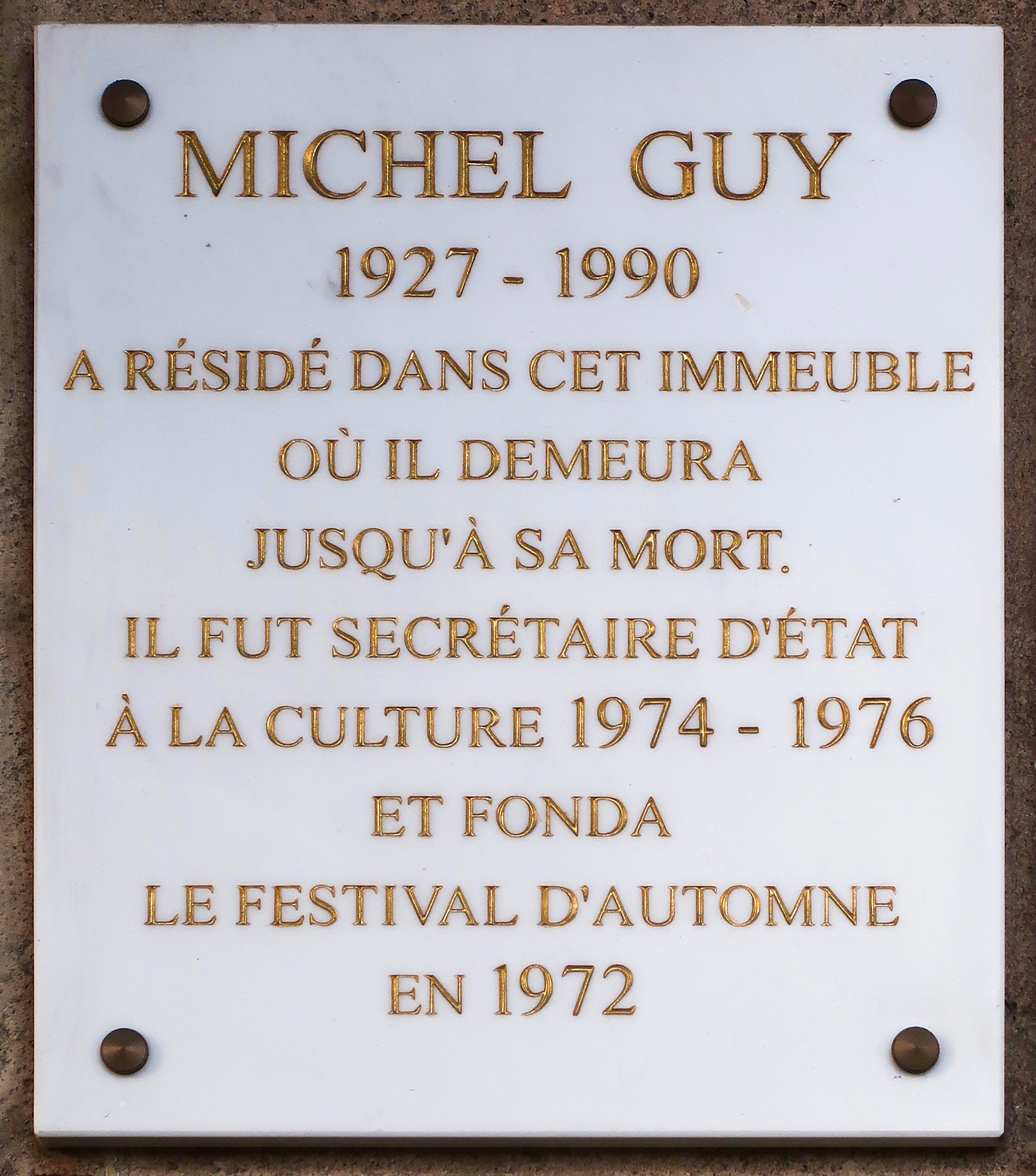
No 156 : Michel Guy.
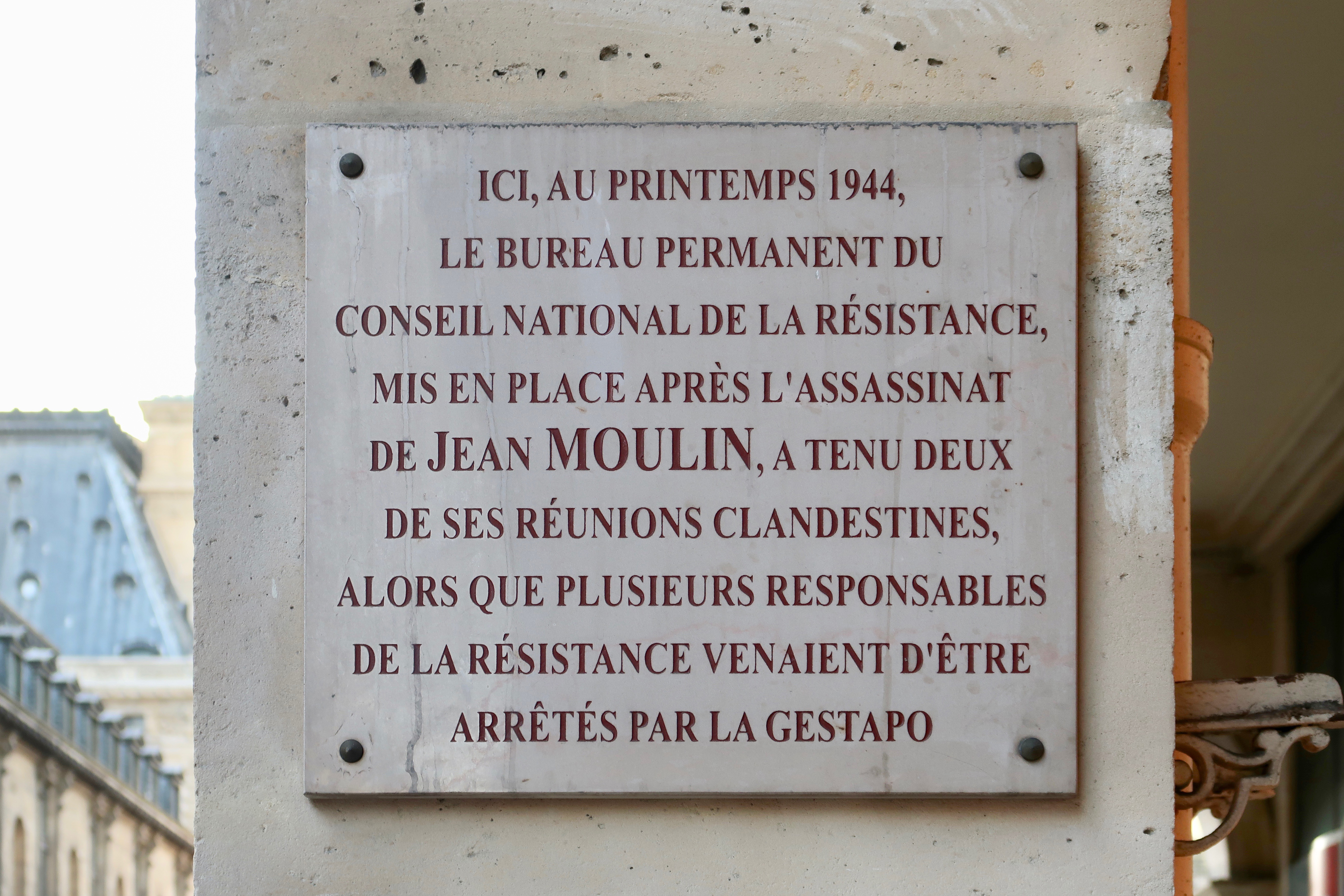
No 182 : Conseil national de la Résistance.
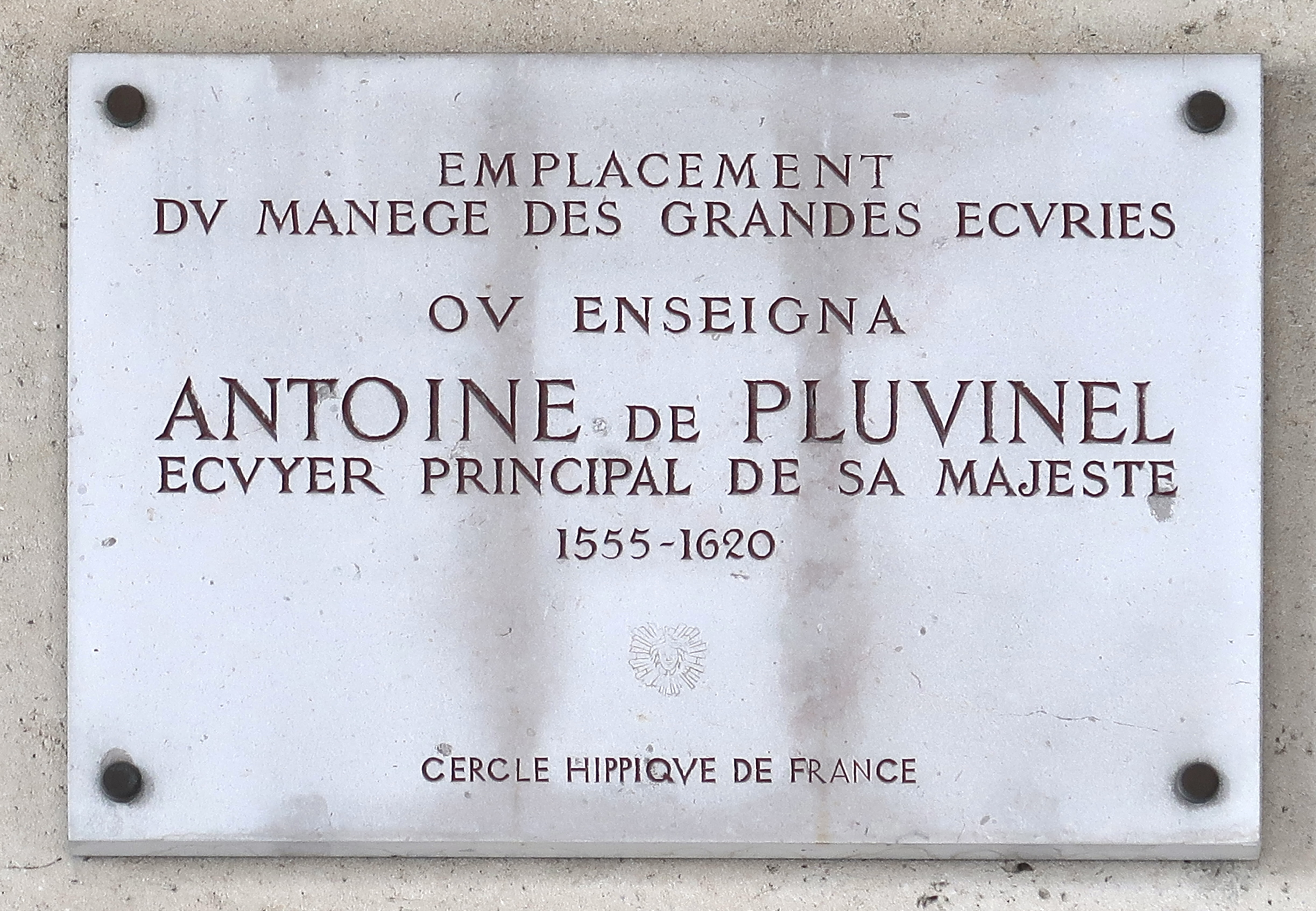
No 192 : Antoine de Pluvinel.
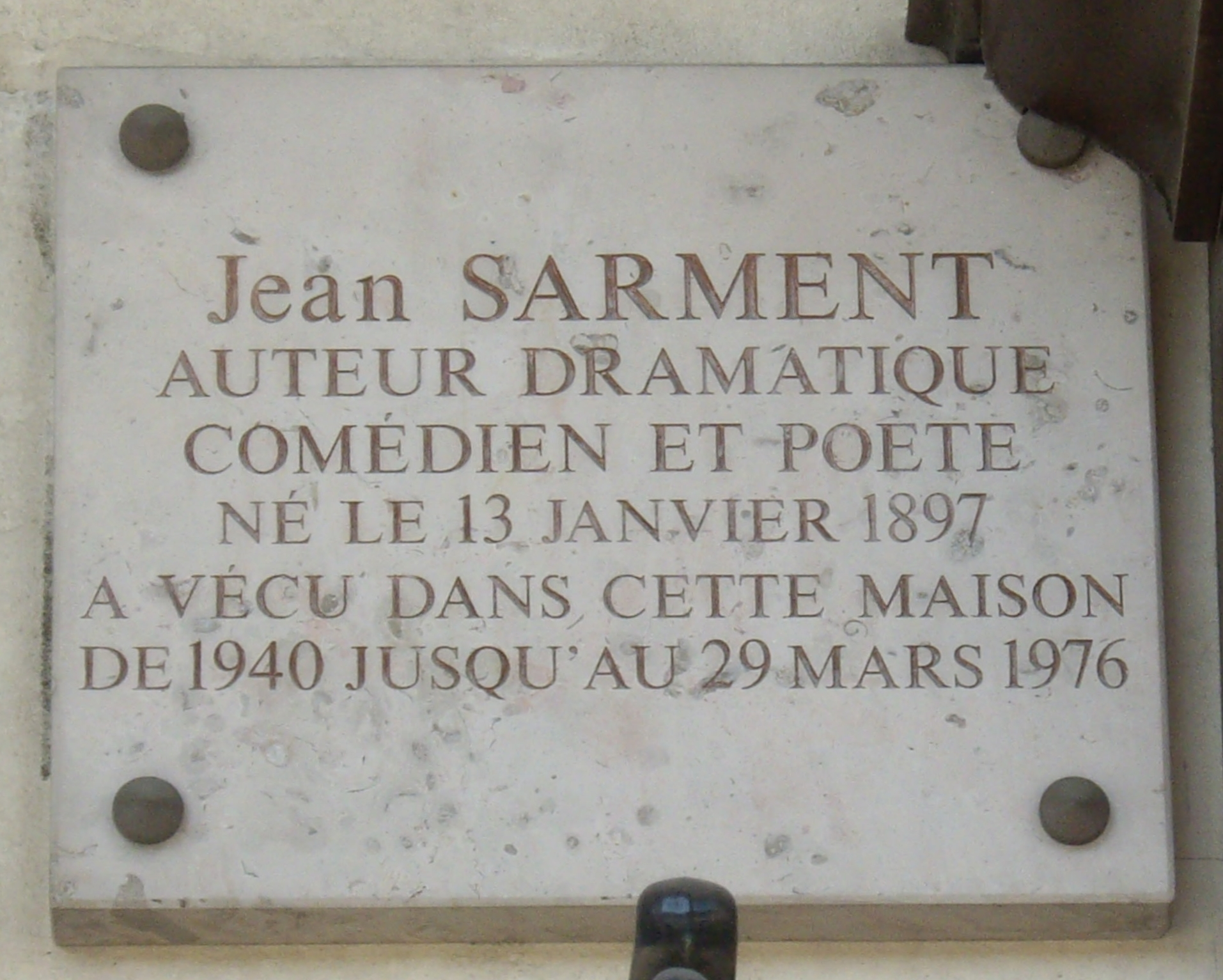
No 198 : Jean Sarment.
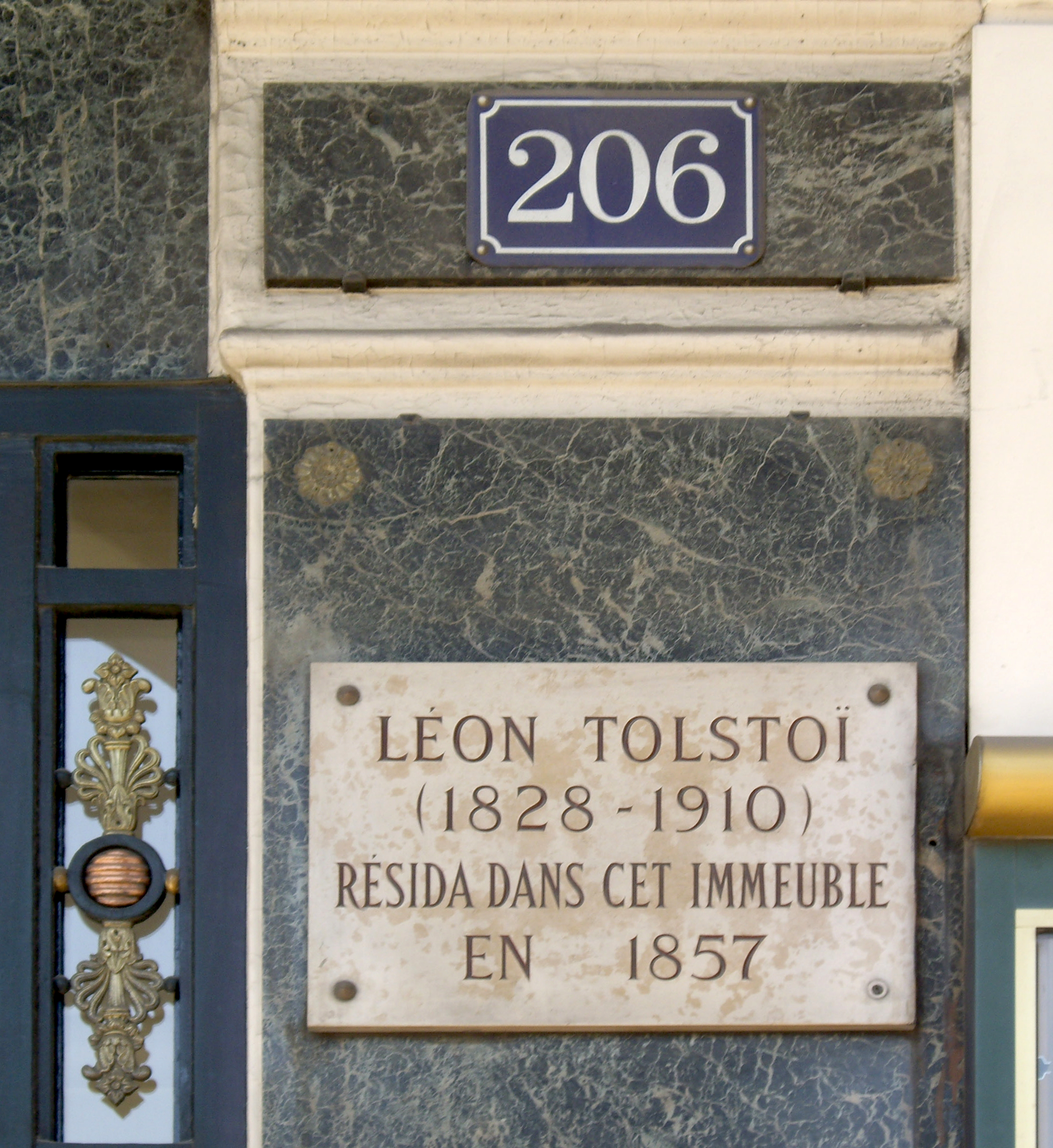
No 206 : Léon Tolstoï.
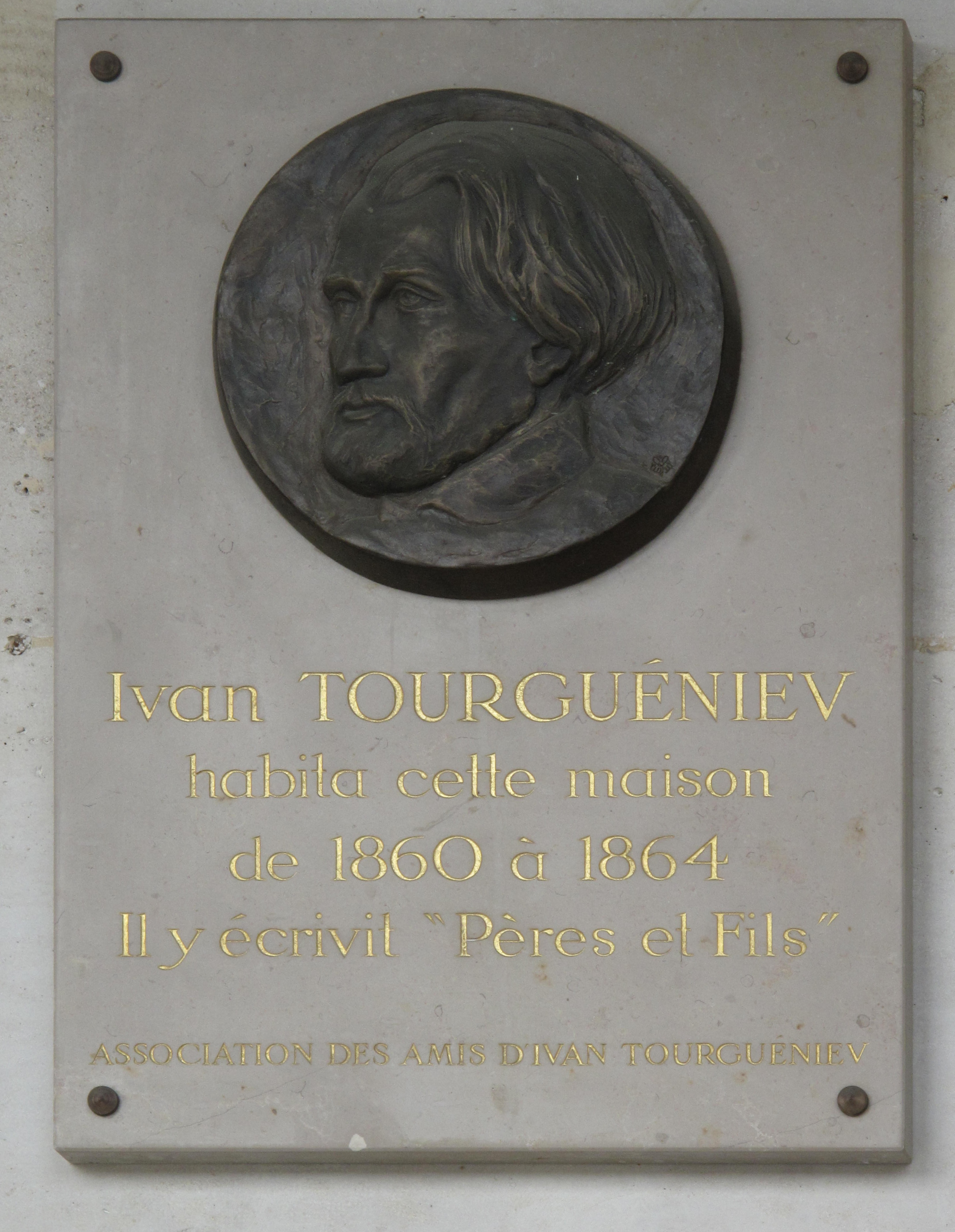
No 210 : Ivan Tourgueniev.
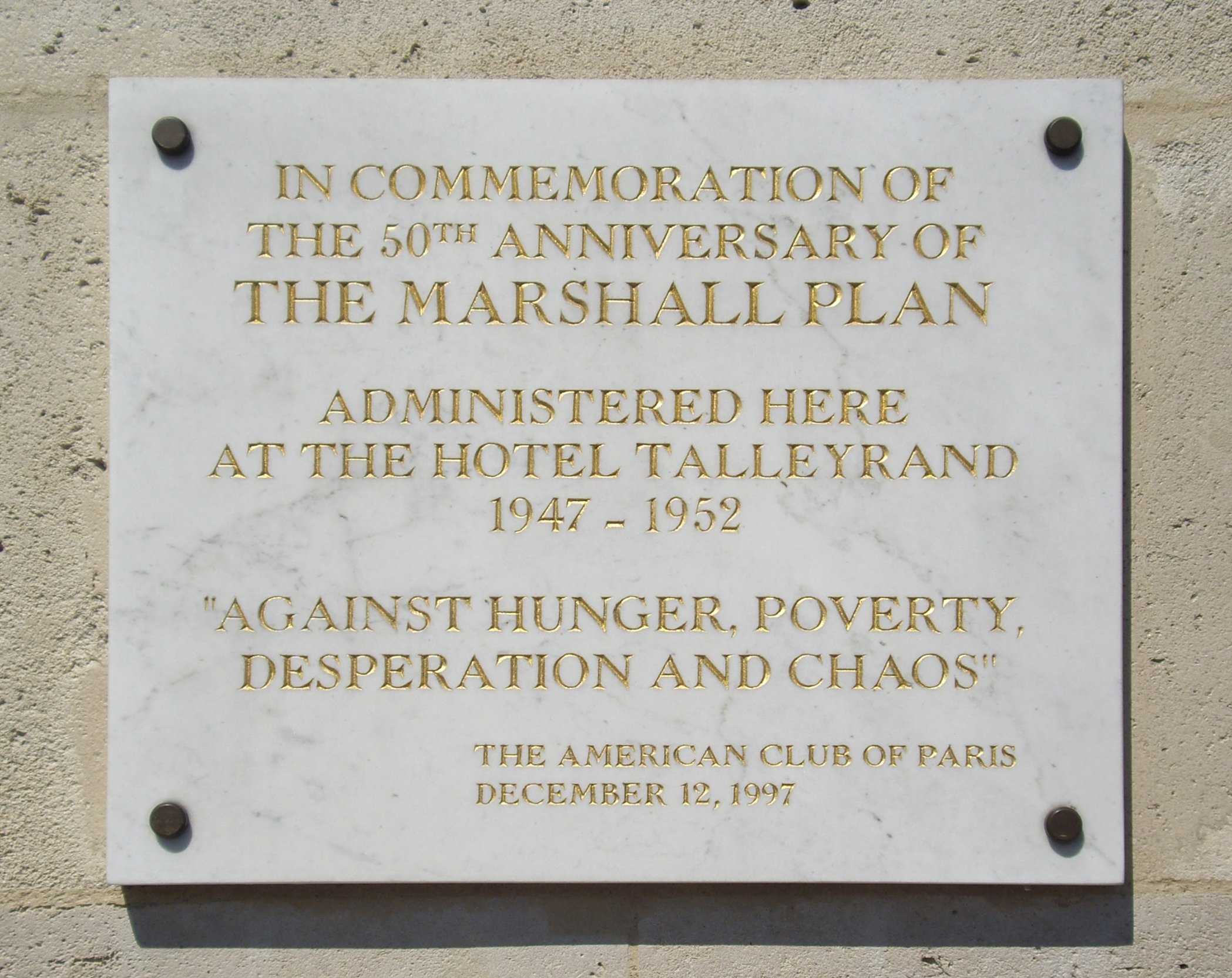
No 256 : plan Marshall (anglais).
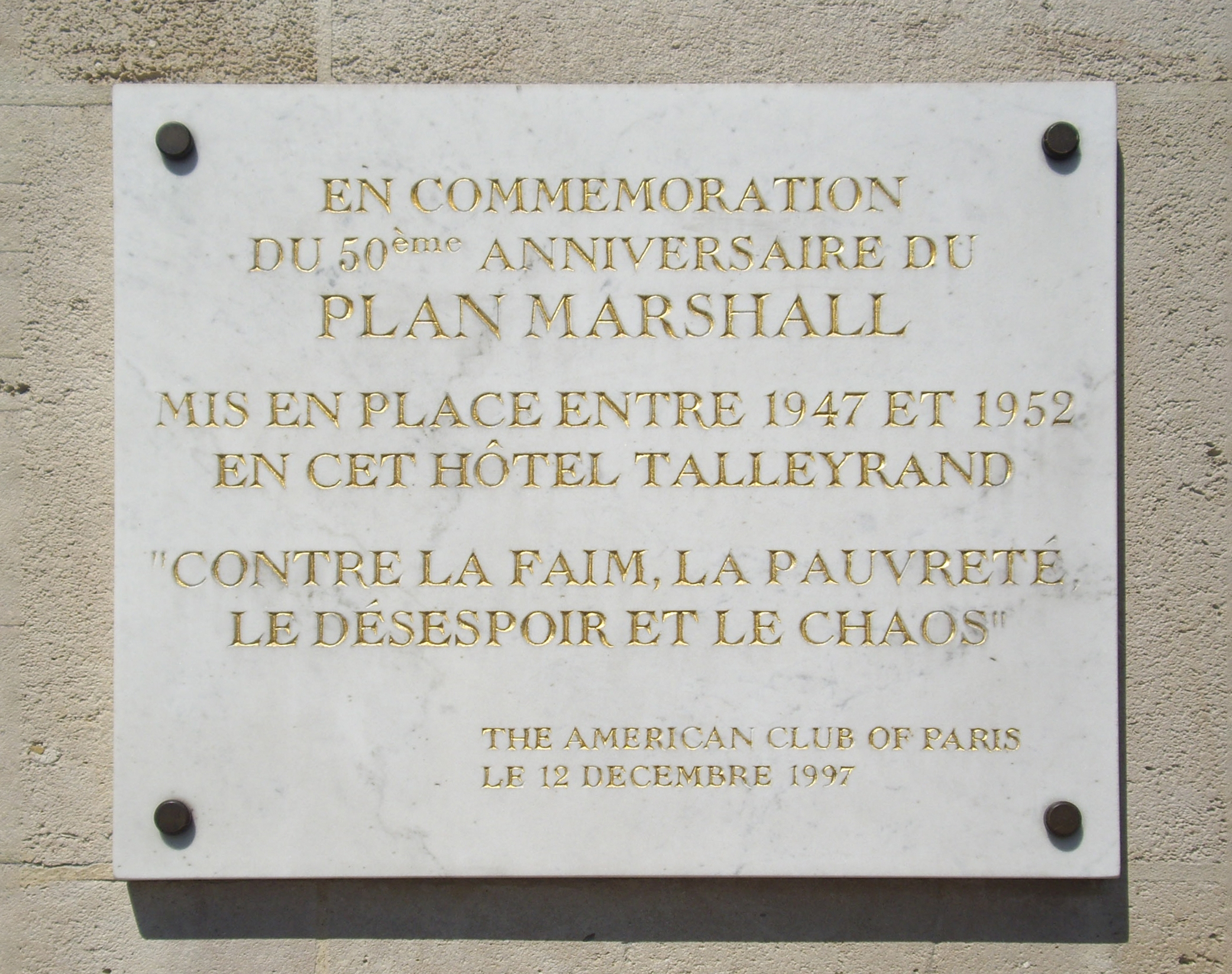
No 256 : plan Marshall (français).
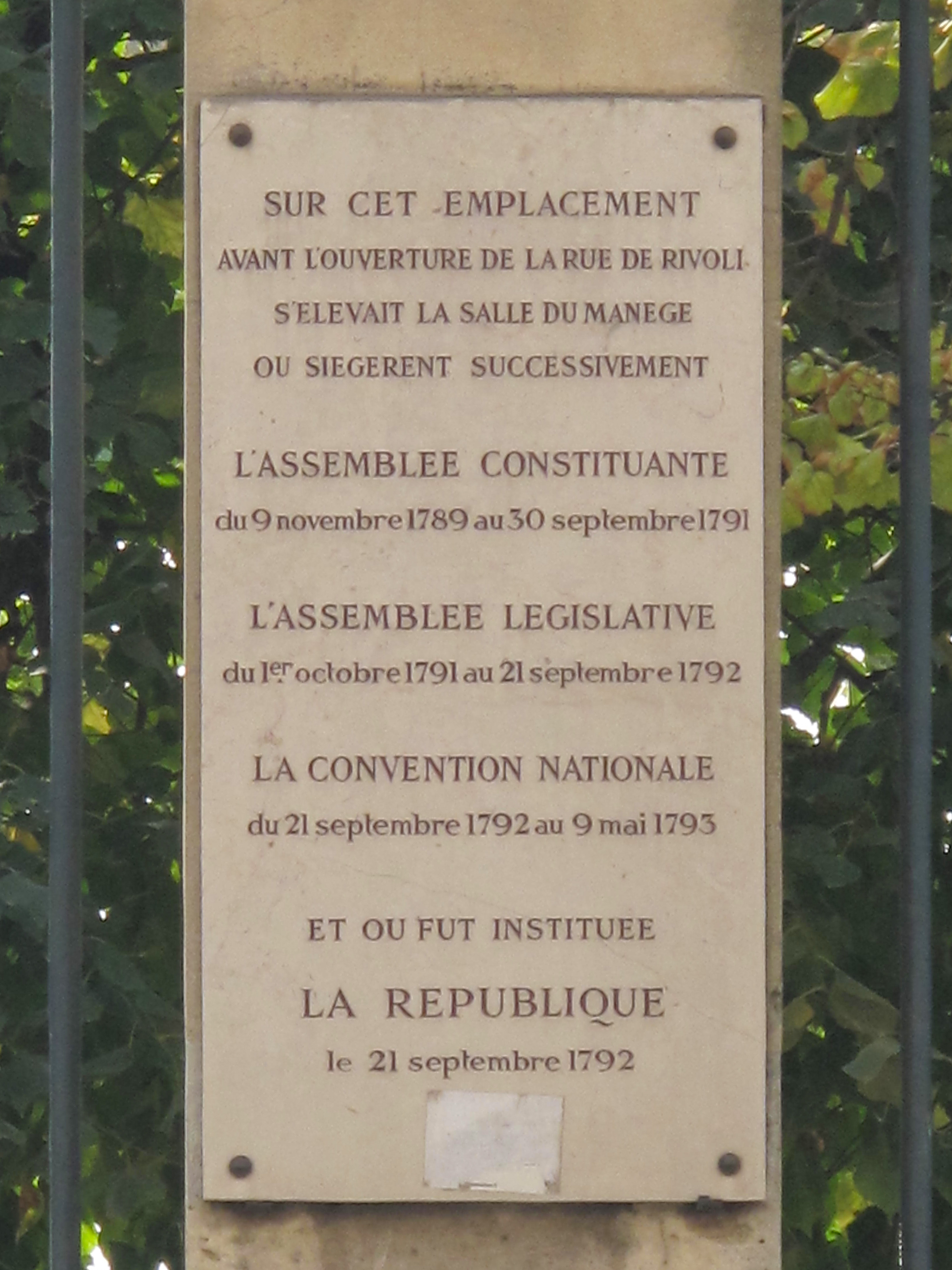
Plaque commémorant la salle du Manège.
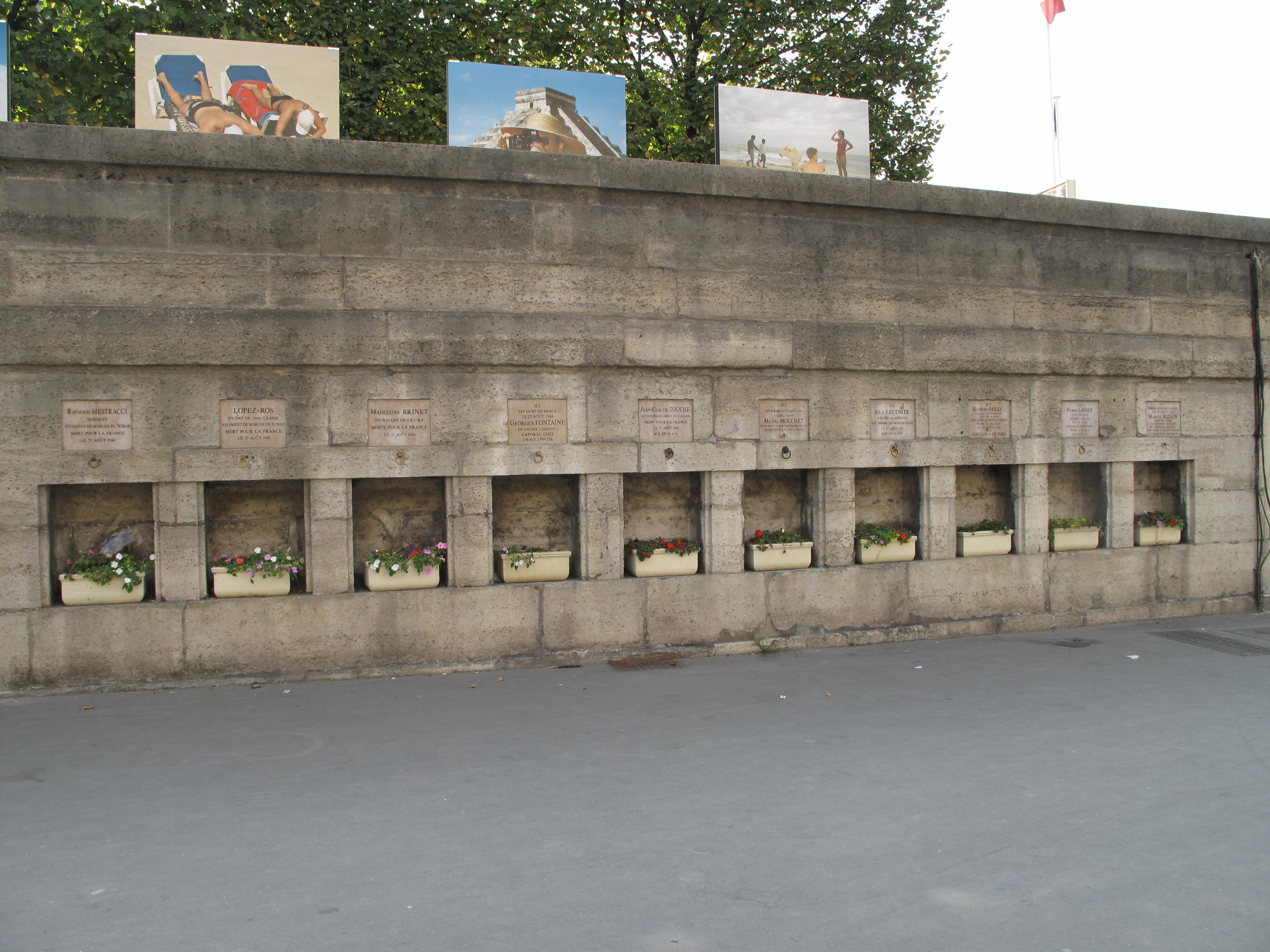
Mémorial des soldats et civils morts sur la place de la Concorde pendant les combats de la Libération de Paris en août 1944 (extrémité ouest de la rue).
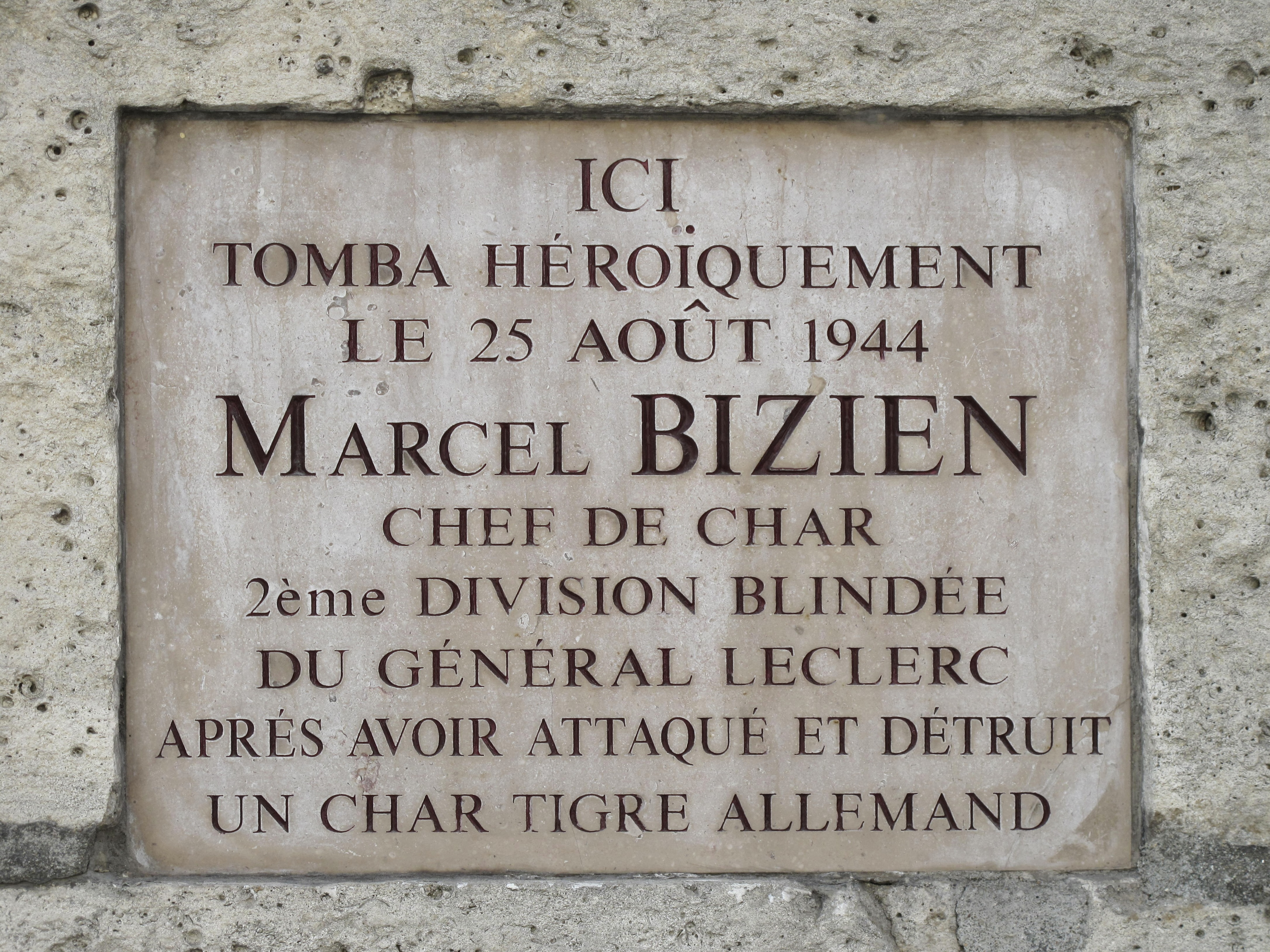
Détail d'une plaque du mémorial.

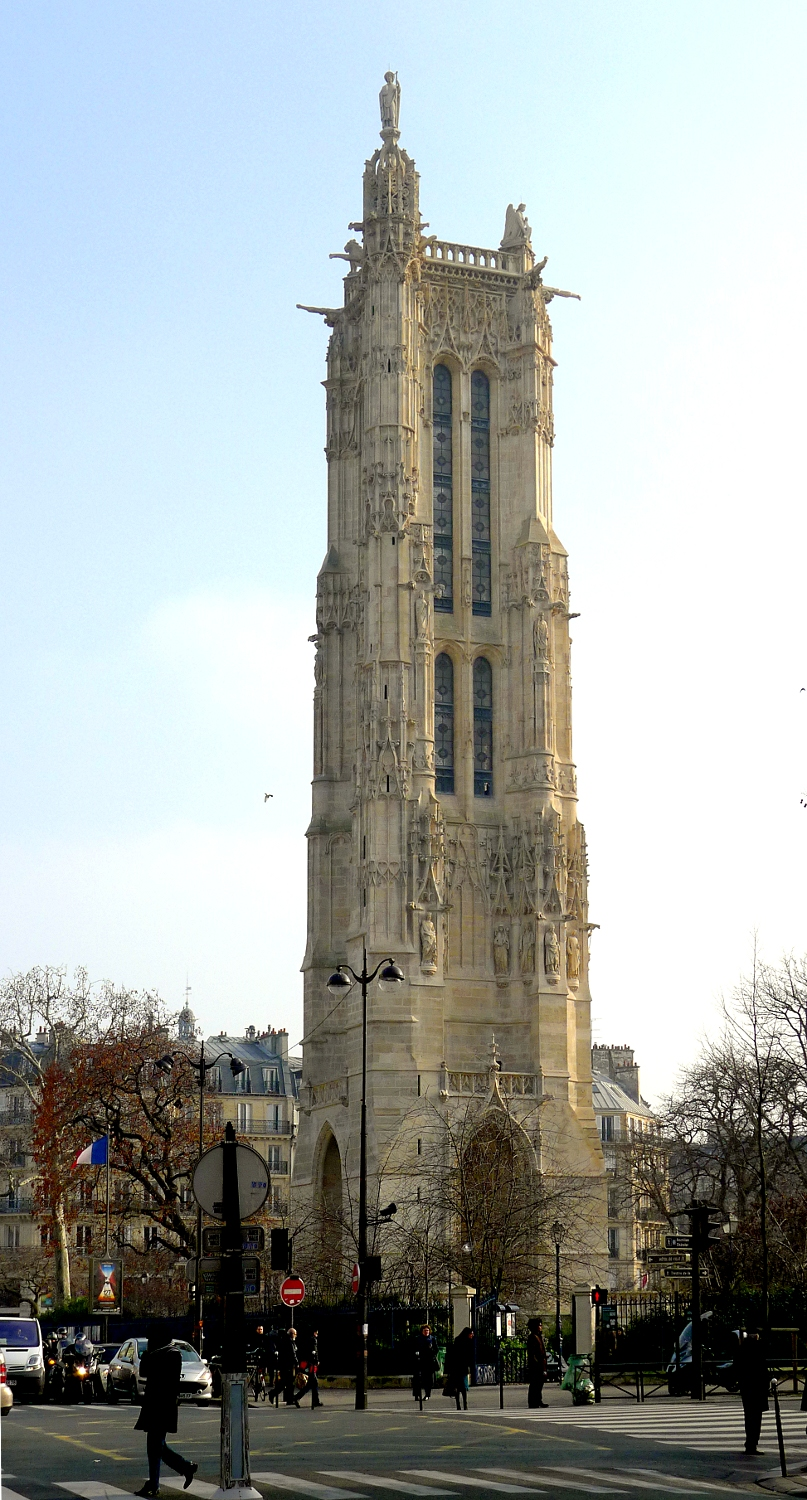
La tour Saint-Jacques vue depuis la rue de Rivoli.
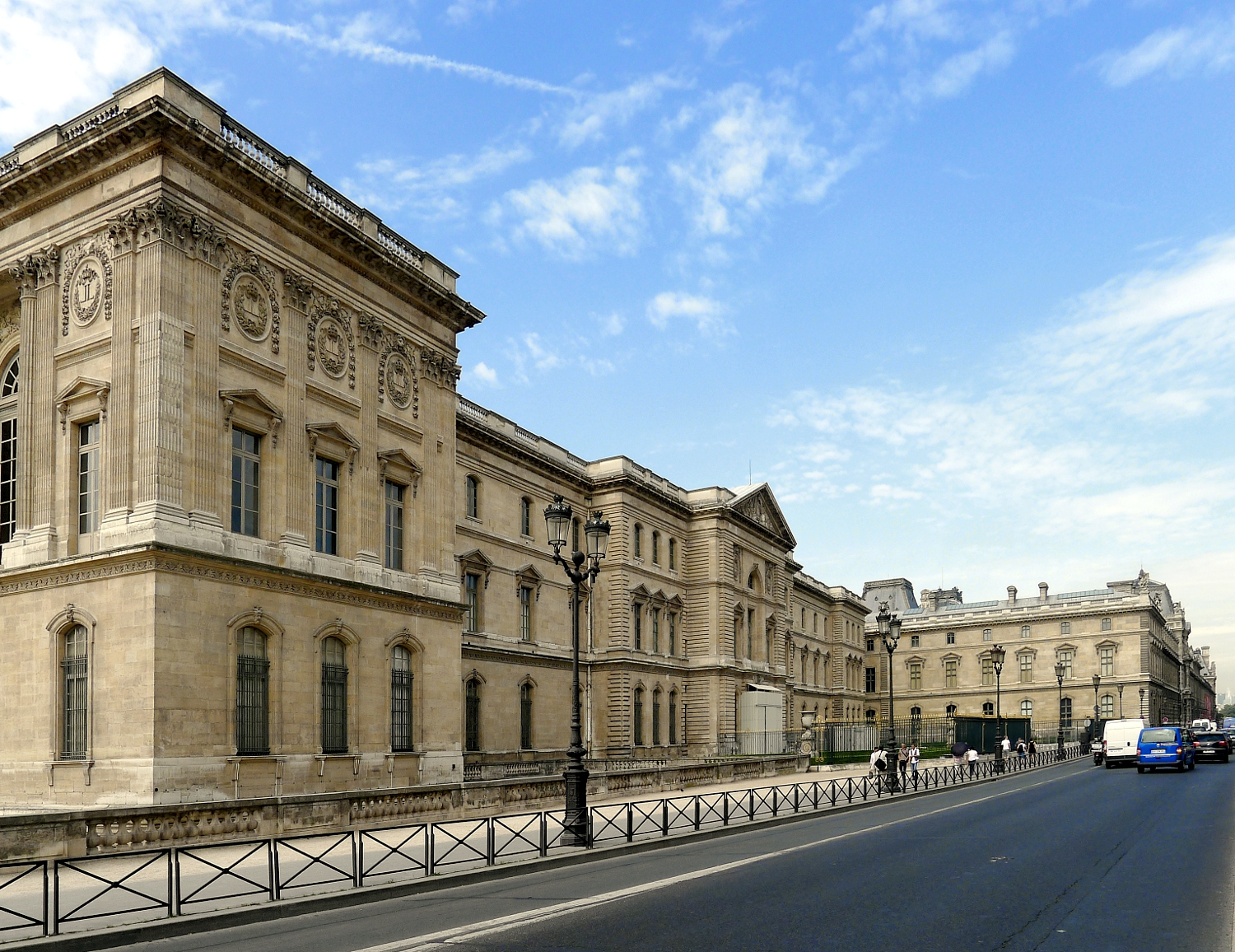
La façade nord du palais du Louvre.
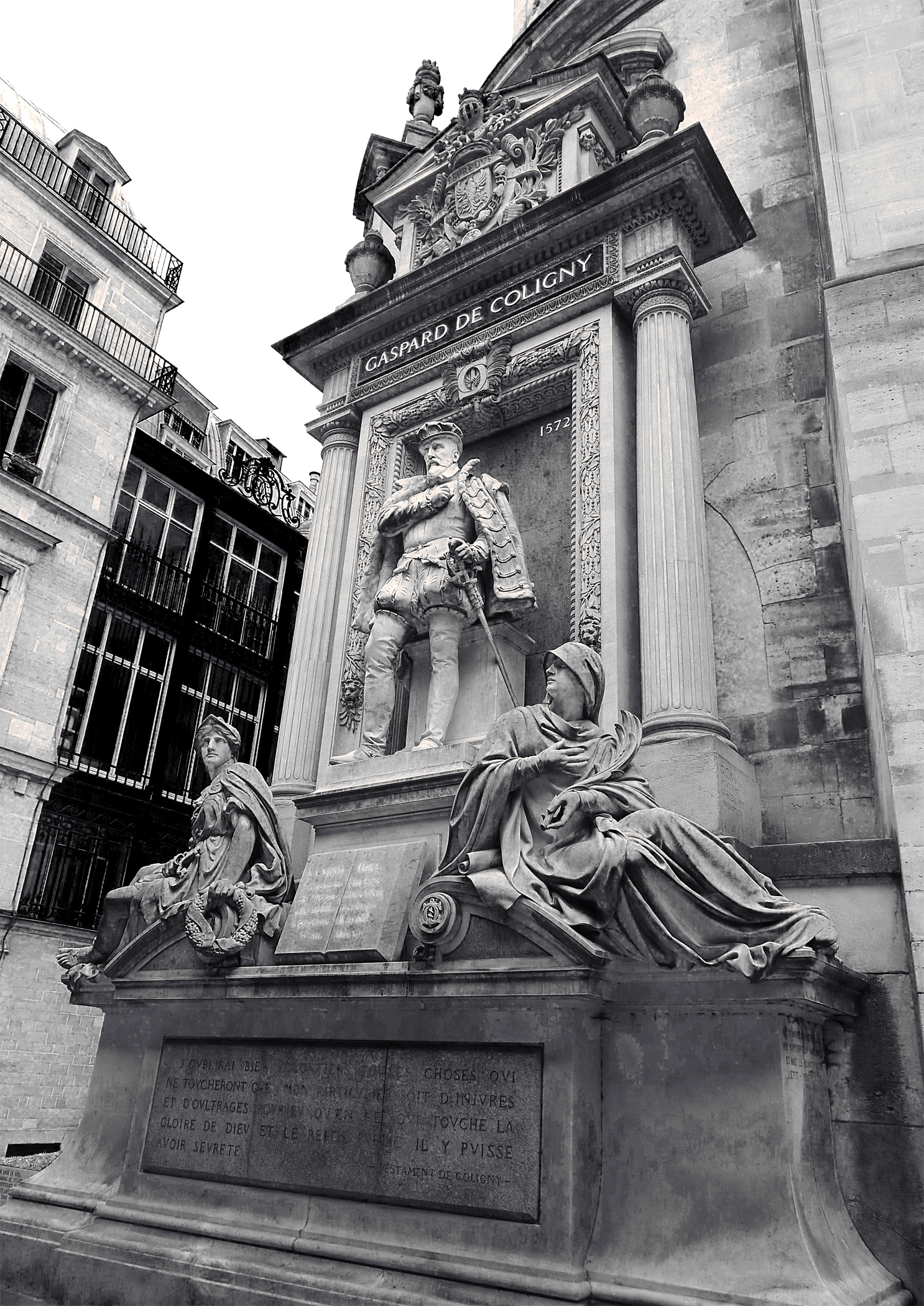
Gustave Crauk, Monument à l'amiral de Coligny (1889) au chevet du temple protestant de l'Oratoire du Louvre.

Au cinéma
- 1961 : Le cave se rebiffe, de Gilles Grangier, avec Jean Gabin (33e min).
- 1968 : Le Pacha, de Georges Lautner, avec Jean Gabin.
- 2002 : La Mémoire dans la peau, film de Doug Liman.

## Pour approfondir